# Flensburger Förde

Karte von der Flensburger Förde mit dem Verlauf des Gendarmstiens (rote Linie), den dänische Grenzgendarmen von 1920 bis 1958 für ihre Patrouillengänge zur Grenzüberwachung nutzten.

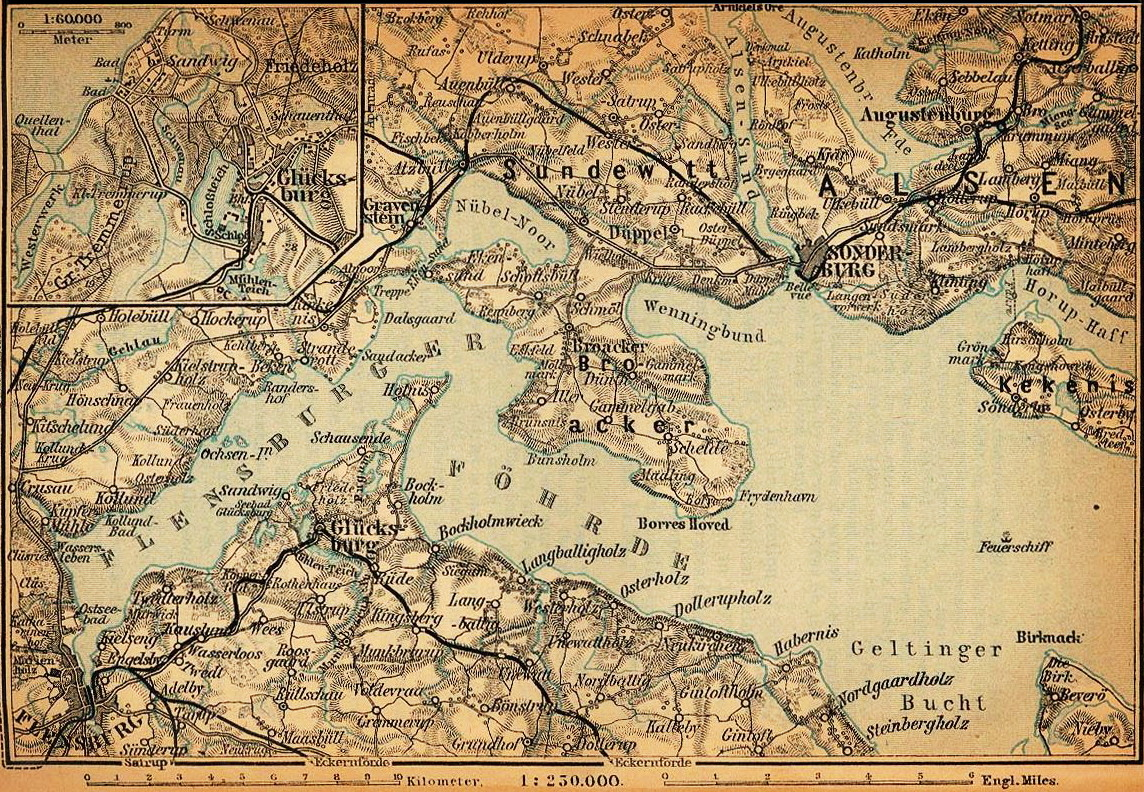
Die Flensburger Förde um 1910 (mit deutschen Ortsnamen auch für das heute dänische Nordufer)

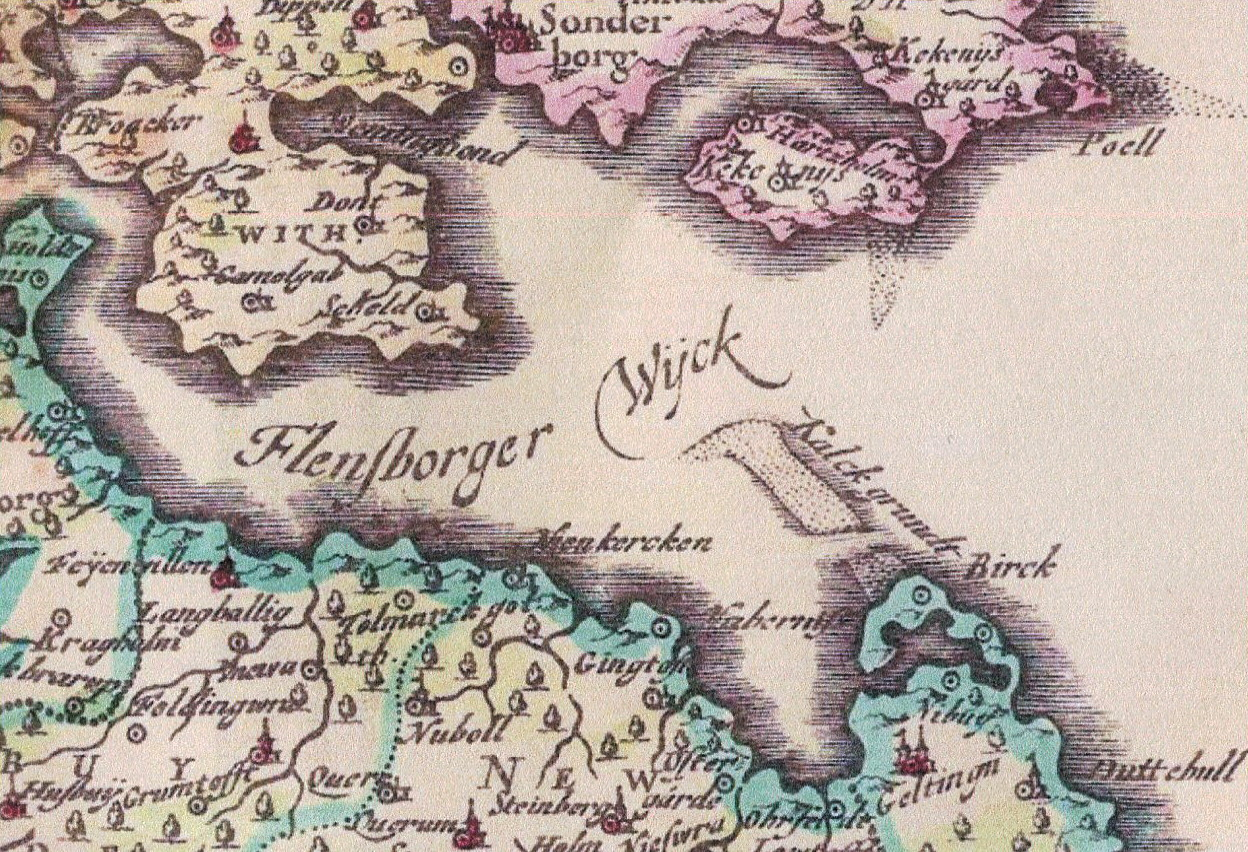
Historische Karte von 1650

Die Flensburger Förde (dänisch Flensborg Fjord; niederdeutsch: Flensburger För) ist eine Förde im Bereich der westlichen Ostsee auf der Ostseite der Kimbrischen Halbinsel. Durch die Flensburger Förde verläuft die deutsch-dänische Grenze. An ihrem Ende liegt die Fördestadt Flensburg. Das Westende der Förde nahe der Krusau-Mündung markiert zugleich den westlichsten Punkt der Ostsee.

## Begriffsdeutung
Die Flensburger Förde ist als glaziale Tieflandsform im geomorphologischen Sinne kein Fjord, sondern eine Förde. Im Gegensatz zu einer Förde ist ein Fjord ein überflutetes beziehungsweise „ertrunkenes“ Trogtal im Hochgebirge. Aufgrund der niedrigen Seitenflanken kann die Förde auch nicht als fjordähnlich bezeichnet werden. Die Förde wird trotzdem im Tourismusjargon seit jüngerer Zeit häufig fälschlich, explizit auch in deutschen Texten, als Fjord bezeichnet. Im Dänischen steht das Wort Fjord gleichermaßen für eine Förde wie auch für einen Fjord und ist etymologisch mit dem deutschen Wort Förde verwandt. Eine Variante „Førde“ mit einem dänischen „Ø“ schaffte es im Übrigen auch nicht, sich als Alternative durchzusetzen.

## Geomorphologie
Bei der Förde handelt es sich um die Ausschürfung einer Gletscherzunge innerhalb des Inlandeises, die zuletzt während der Weichsel-Kaltzeit überprägt wurde. An den Rändern befinden sich entsprechende Grund- und Endmoränenablagerungen. Die Entwässerung der Förde während der Vereisung erfolgte u. a. durch ein Gletschertor im Bereich des Krusau-Tunneltals.
Typisch für die Flensburger Förde ist eine niedrige bis mittelhohe Moränen-Kliffküste, die örtlich durch sandige Abschnitte der Ausgleichsküste unterbrochen ist. An den Kliffs kommt es natürlicherseits immer wieder zu Hangrutschungserscheinungen, die z. T. durch menschliche Aktivitäten verstärkt werden. Bei einer Bestandsaufnahme 2015 konnten auf deutscher und auf dänischer Seite insgesamt rund 300 Stellen mit aktiven Rutschungen entlang der Küste registriert werden. Hauptgründe für die Rutschungen sind Unterspülungen sowie die Situation des geologischen Untergrunds, wodurch unter der Moräne z. T. Tone vorkommen.

## Hauptorte
Am innersten Ende der Förde liegt Flensburg als größte Siedlung an der nach der Stadt benannten Förde. Am östlichen Ufer der Innenförde befindet sich das Seebad Glücksburg mit seinem berühmten Wasserschloss. Das dänische Sønderborg (dt.: Sonderburg) liegt im Nordosten.

## Topographie
Die Flensburger Förde ist 40 bis 50 Kilometer lang (je nach Abgrenzung zur Kieler Bucht) und hat von allen Förden der Kimbrischen Halbinsel die größte Wasserfläche. Sie bildet damit als langgezogener Seitenarm der Ostsee deren westlichsten Punkt. Gegliedert wird die Förde durch die markante Halbinsel Holnis, die die Flensburger Förde in die Innenförde (südwestlich) und die Außenförde (östlich) teilt. Die westlichste Spitze der Förde bildet der Flensburger Hafen. Nebenbuchten der Förde sind die Geltinger Bucht, das Nybøl Nor und die Sønderborg Bugt mit dem Vemmingbund und dem Hørup Hav. Die Untiefe Bredgrund (dt.: Breitgrund) markiert den Übergang der Förde in die Kieler Bucht, in die an dieser Stelle von Norden der Kleine Belt einmündet. Das Hørup Hav (deutsch Höruper Haff) trennt die Halbinsel Kegnæs (deutsch Kekenis) vom übrigen Als. Bei Gammel Pøl geht die Förde in den Kleinen Belt (dän.: Lille Bælt) über.
Typischerweise wird das Südufer der Außenförde durch unterschiedliche Formen der Ausgleichsküste geprägt. Steile Abschnitte mit Grundmoränenkliffs wechseln mit meist schmalen Sandstrandbereichen ab, an denen zahlreiche Badestrände bestehen. Langballigau ist der einzige Fischereihafen. Ein Wahrzeichen ist die kleine Kirche von Neukirchen, die wie ihr gegenüber liegendes Pendant zu Kegnæs (dt.: Kekenis) von Herzog Johann dem Jüngeren errichtet wurde. Markant ist auch die auf einer Anhöhe gelegene Kirche von Broager. Weiter östlich liegt die Geltinger Bucht mit einem ehemaligen Fährhafen, der heute als Marina genutzt wird. Das landschaftlich eindrucksvolle Naturschutzgebiet Geltinger Birk markiert das östliche Ende der Förde.
Das nördliche Ufer der Förde und die beiden Ochseninseln (dän.: Okseøer) gehören zu Dänemark. Der schmale Sund bei Egernsund (dt.: Ekensund) verbindet die Förde mit ihrer nördlichsten Bucht, dem Nybøl Nor (dt.: Nübeler Noor). Hier befinden sich noch einige bedeutende Ziegeleien sowie der Ort Gråsten (dt.: Gravenstein). Zwischen dem Noor und der Außenförde liegt die Halbinsel Broager Land mit der Gemeinde Broager (dt.: Broacker). Östlich davon befinden sich die Düppeler Höhen. Die Stadt Sønderborg (dt.: Sonderburg) ist nach Flensburg größter Ort an der Förde. Hier trennt der Als Sund (dt.: Alsen Sund) die Halbinsel Sundeved von der Insel Als (dt.: Alsen). Entlang des nördlichen Fördeufers führt der rund 74 km lange Wanderweg Gendarmstien (dt. Gendarmenpfad) entlang, der früher von dänischen Grenzgendarmen zur Grenzüberwachung genutzt wurde.

## Schifffahrt

### Geschichte

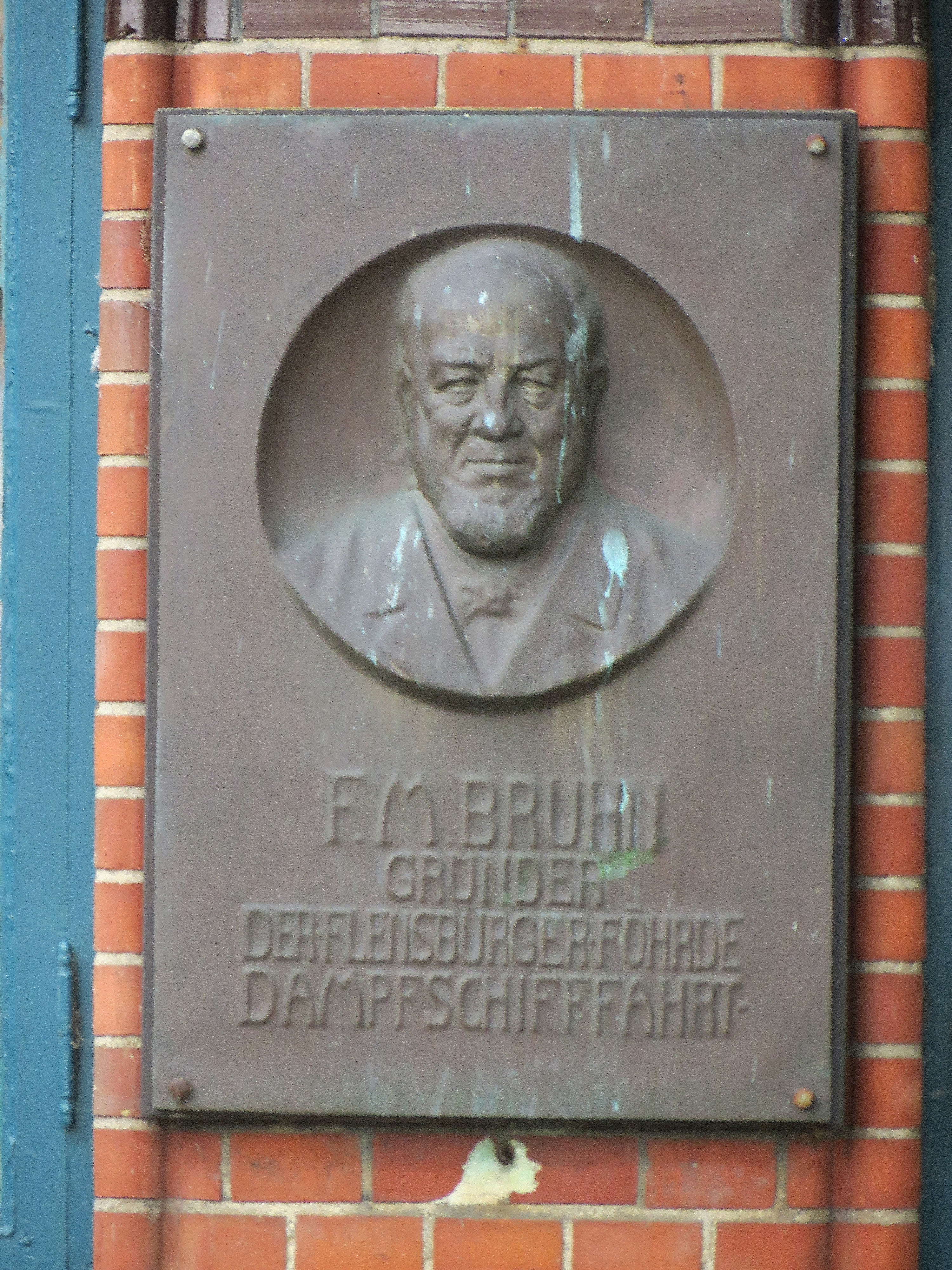
Gedenktafel am Gebäude Schiffbrückstraße 8 an Friedrich Mommse Bruhn, Gründer der Flensburger Förde Dampfschifffahrt

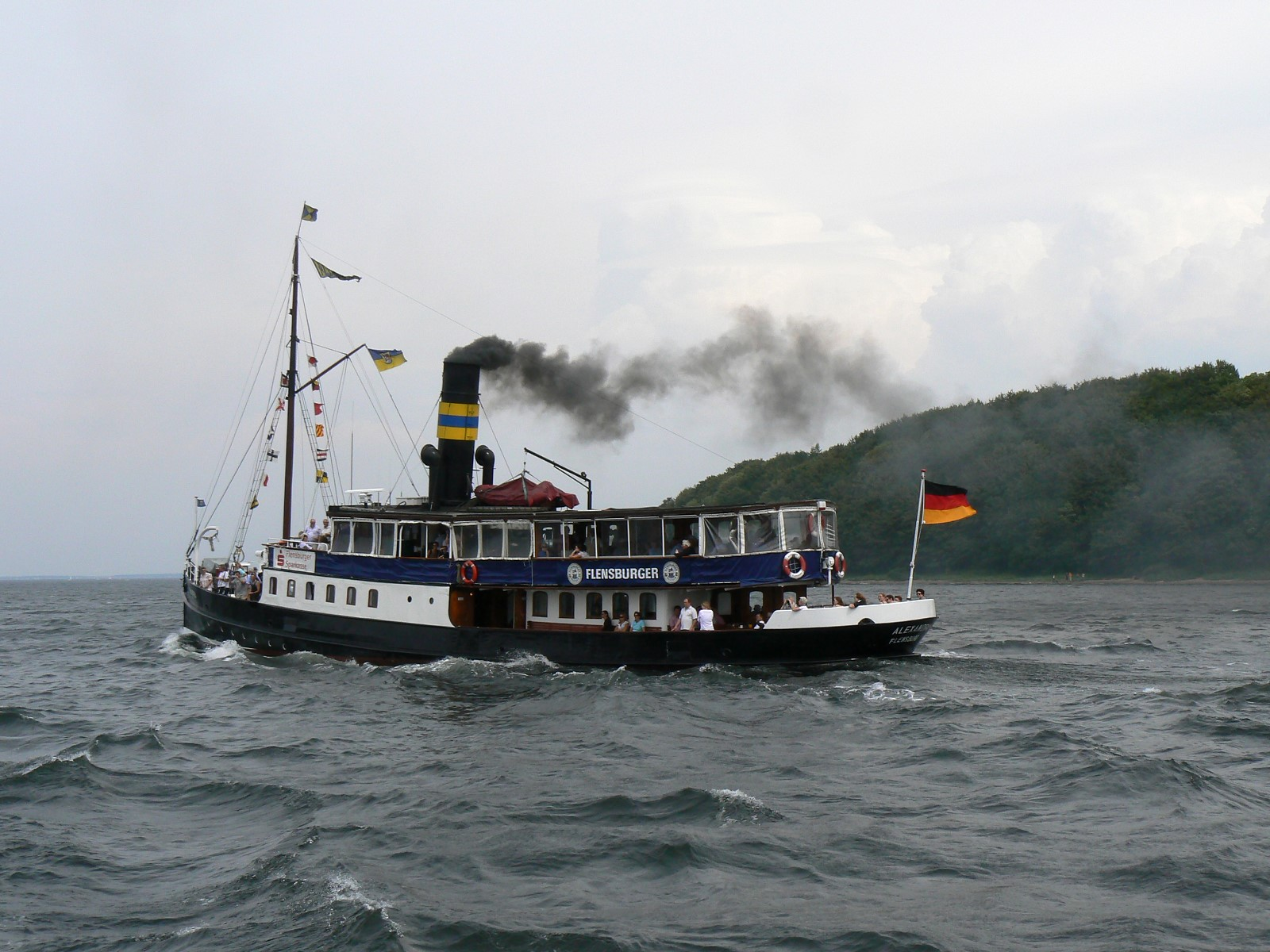
Salon- und Fördedampfer Alexandra von 1908

Als Gründer der Flensburger Fördeschifffahrt gilt der Kaffeehändler Friedrich Mommse Bruhn (1832–1909), der mit dem Dampfschiff Seemöwe 1866 den ersten Fördedampfer in Dienst stellte. Dieser, nach Vorbild der Hamburger Alsterdampfer gebaut und gut siebzehn Meter lang, war eigens in Hamburg gebaut worden. Die eigentliche Eröffnungsfahrt fand am 1. Mai 1866 statt. Es entstand ein lukrativer Linienverkehr der Dampfer-Compagnie, der von Flensburg über Kollund, Ekensund und Gravenstein am Nordufer bis nach Glücksburg-Sandwig am Südufer führte. Damals markierte die Förde noch keine Staatsgrenze, sondern beide Ufer gehörten seit 1867 zu Preußen. Mit weiteren Schiffen, wie zwei Jahre später der Seeadler und die Heinrich-Adolph, sowie neuen Anlegestellen in Randershof, Rinkenis-Sandacker und Brunsnis bauten Flensburger und Sonderburger See- und Kaufleute unter Bruhns Führung die Fördeflotte zu einer der stattlichsten Küstenflotten Deutschlands aus. Dazu wurde im März 1873 die Flensburg-Ekensunder Dampfschiffsgesellschaft und zwei Monate später mit der Skjold auf der Linie Apenrade-Sonderburg-Flensburg die konkurrierende Sonderburger Dampfschifffahrts-Actien-Gesellschaft gegründet, die 1897 zur Vereinigten Flensburg-Ekensunder und Sonderburger Dampfschiffs-Gesellschaft (kurz „Vereinigte“) fusionierten. Zu ihrem Höhepunkt 1910 besaß die Reederei 25 Schiffe (1913 sogar 29, darunter die Feodora von 1898, die Alexandra von 1908 und die Albatros von 1912), die insgesamt bei bis zu 50 Abfahrten täglich über eine Million Fahrgäste und 1,2 Mio. Stückgut beförderten.
Nach der Grenzziehung 1920, bei der Flensburg sein Hinterland verlor und der Passzwang eingeführt wurde, sowie der Weltwirtschaftskrise Anfang der 1930er Jahre kam die Fördeschifffahrt fast zum Erliegen und 1935 das Ende der Vereinigten. Ein Generationswechsel hin zu Motorschiffen wie der Forelle (1934) und der Libelle (1934) führte 1935 zur Gründung der Förde Reederei; es entstanden neue Anlegestellen in Solitüde, an der Holnisspitze und in Langballigau und in Flensburg 1937 eine neue Fördebrücke, ein zweckmäßiger Ziegelsteinflachbau, der bis zur Neugestaltung der Schiffbrücke im Jahr 1997 hielt. Im und nach dem Zweiten Weltkrieg hielten Viehtransporte die Personenschifffahrt aufrecht. Nach Aufhebung der Sperrzone für deutsche Schiffe am dänischen Nordufer begann ab 1953 (zunächst zwischen Kollund und Flensburg) die Ära der grenzüberschreitenden Butterfahrten, belebt durch die Konkurrenz der 1957 neugegründeten Reedereien Hansa-Linie und Flensburger Personen-Schifffahrt GmbH. Die boomende Fördeschifffahrt verzeichnete Mitte der 1960er Jahre über zweieinhalb Mio. Fahrgäste, die auf neugebauten Schiffen wie der Glücksburg (1959), Mürwik (1960), Holnis (1961), Meierwik (1963), Jürgensby (1966) und mit der Langballigau (1966) bis nach Ærøskøbing fuhren. Mit der Außerdienststellung der Alexandra 1975 endete die große Ära der Fördedampfer und die Flensburger Fördeschiffe wurden in den 1980er und 1990er Jahren nach und nach verkauft.

### Gegenwart
Die Förde gilt heute als bedeutendes Segelrevier. Segler aus vielen Ländern besuchen sie jedes Jahr. Die Flensburg-Fjord-Regatta und die Rum-Regatta werden hier alljährlich ausgetragen. Die Meeresbucht ist auch für kommerziell betriebene Lastschiffe schiffbar; Schiffe aus der Flensburger Werft benutzen sie als Verbindung in die offene Ostsee. Ebenso ist die Flensburger Förde als traditioneller Marinestandort in Mürwik für die militärische Seefahrt bedeutend. Zudem verkehren auch nach Ende der Butterfahrten vor allem im Sommerhalbjahr noch Ausflugsschiffe auf unterschiedlichen Routen, unter anderem von Flensburg nach Glücksburg und nach Dänemark rund um die Ochseninseln.

## Regattasport
Die Flensburg-Fjord-Regatta und die Rum-Regatta werden jedes Jahr am Himmelfahrtswochenende veranstaltet. Als Pendant zur Rum-Regatta begründete der Unternehmer Oliver Berking von der Flensburger Robbe & Berking Yachtwerft 1994 die Flensburger Klassiker-Regatta, die auf der Förde seit 2006 alle vier Jahre im Juni mit der Classic Week eine Fortsetzung findet. Die Ostsee-Regatta zwischen Flensburg, Sønderborg, Kappeln, Eckernförde und Kiel findet in der Woche vor der Kieler Woche statt und wird organisiert vom Freundeskreis Klassische Yachten.

## Leuchttürme
In und an der Förde stehen heutzutage mehrere bekannte Leuchttürme. Ein erster Leuchtturm wurde 1845 bei Kegnæs errichtet, der 1896 durch einen größeren ersetzt wurde. Außerdem lag das Feuerschiff Kalk Grund von 1876 bis 1910 vor der Geltinger Bucht, eine südliche Bucht am Anfang der Flensburger Förde. Ersetzt wurde diese wiederum durch die Flensburg (bis 1924 Kalkgrund II), die von 1910 bis 1963 den Dienst übernahm.
Zum Ende des 19. Jahrhunderts wurden schließlich vermehrt Marineeinheiten nach Flensburg verlegt. Die Förde wurde insbesondere für Torpedobootübungen genutzt, so dass Anfang des 20. Jahrhunderts die Torpedostation in Flensburg-Mürwik angelegt wurde. 1905 wurde die Verlagerung deutscher Marineverbände von Kiel nach Flensburg und Sonderburg beschlossen. Im selbigen Zeitraum wurden der Großteil der Leuchttürme an der Flensburger Förde errichtet, weshalb vermutet wird, dass diese Entwicklung beim Bau der Leuchttürme eine Rolle gespielt haben könnte.
An der Innenförde befindet sich heute am südlichen Ufer östlich bei Schausende der Leuchtturm Holnis laut behördlicher Bezeichnung (der Ort Holnis ist weiter entfernt als Schausende). Ungefähr auf der Höhe der Halbinsel Holnis, auf der gegenüberliegenden dänischen Seite befinden sich eine ganze Anzahl von kleinen Leuchttürmen, nämlich Rinkenæs Fyr, Lågemade Fyr sowie Skodsbøl Fyr. Am Übergang zur Ostsee befindet sich der Leuchtturm Kalkgrund in der Förde (näher zum Südufer). Der besagte Leuchtturm ersetzte das schon erwähnten Feuerschiff im Jahre 1963. Am Nordufer, beim Übergang zur Ostsee, befindet sich zudem der erwähnte Leuchtturm Kegnæs. Der Ausgang der Förde nördlich von Bredgrund markiert der Leuchtturm Gammel Pøl Fyr. Der am südlichen Ende des Ausgangs gelegene Leuchtturm Falshöft ist mittlerweile außer Betrieb.

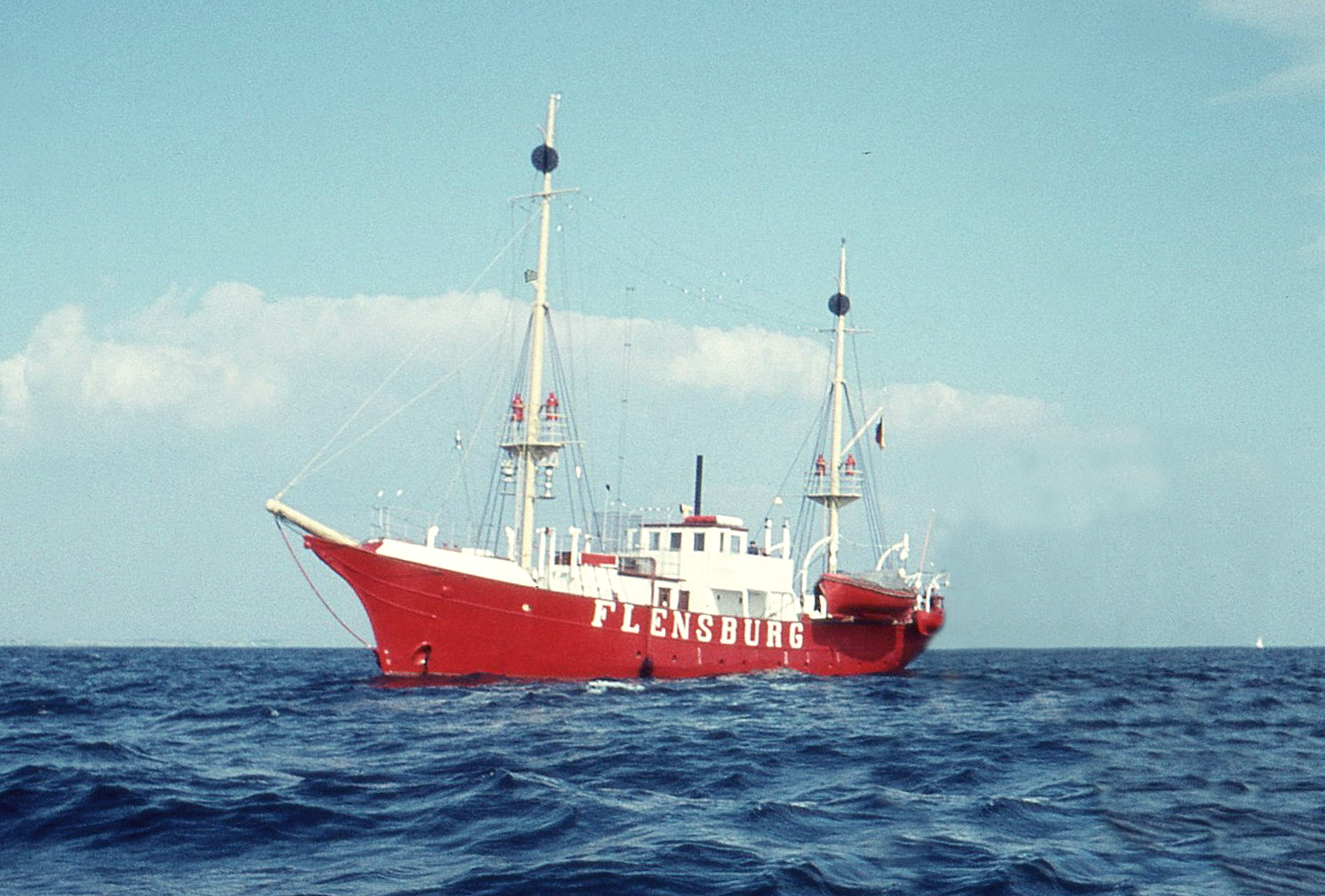
Feuerschiff Flensburg 1961
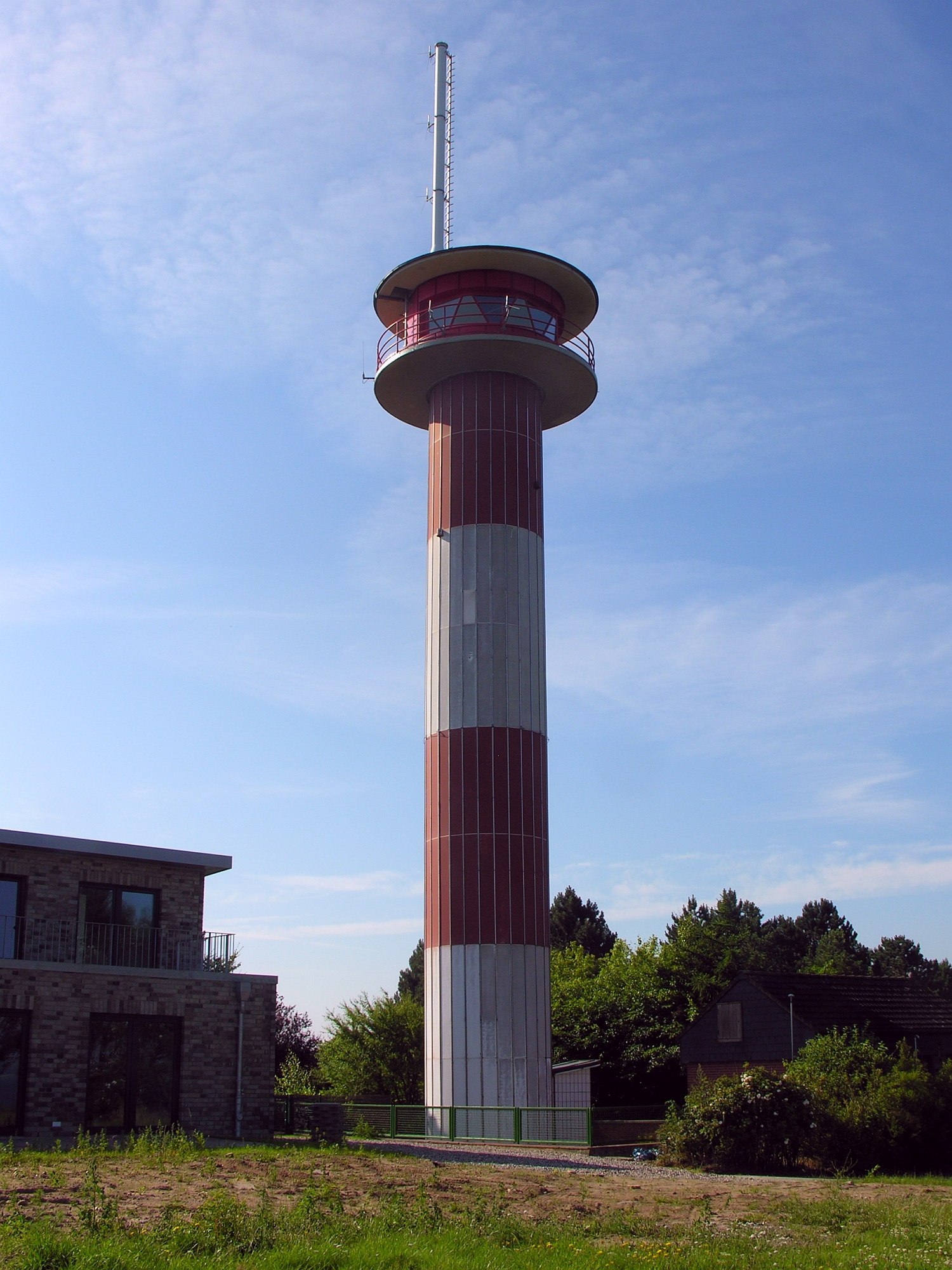
Leuchtturm Holnis
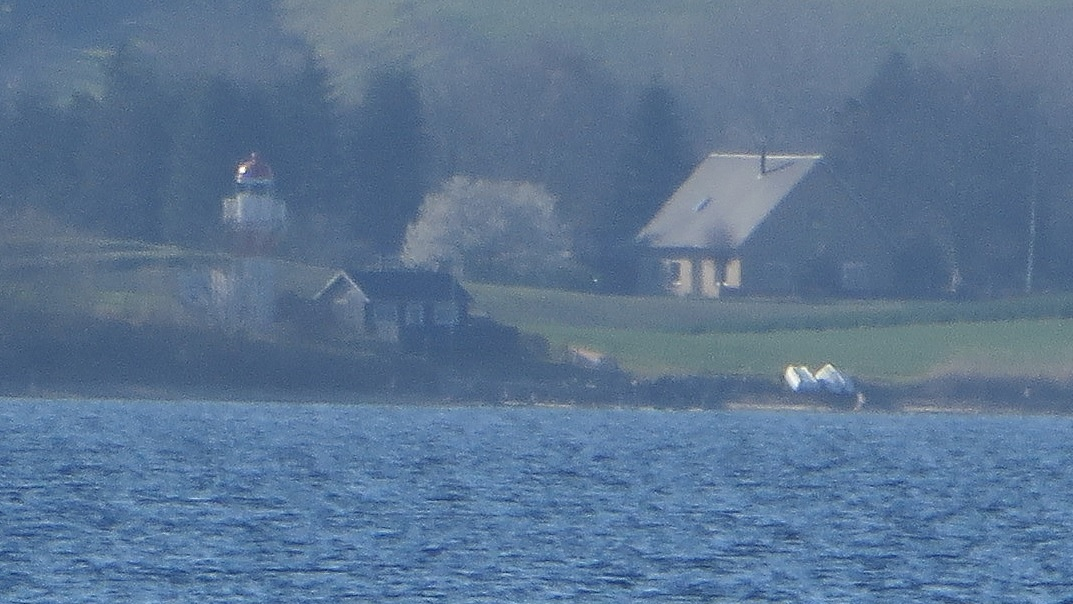
Rinkenæs Fyr von Holnis aus betrachtet
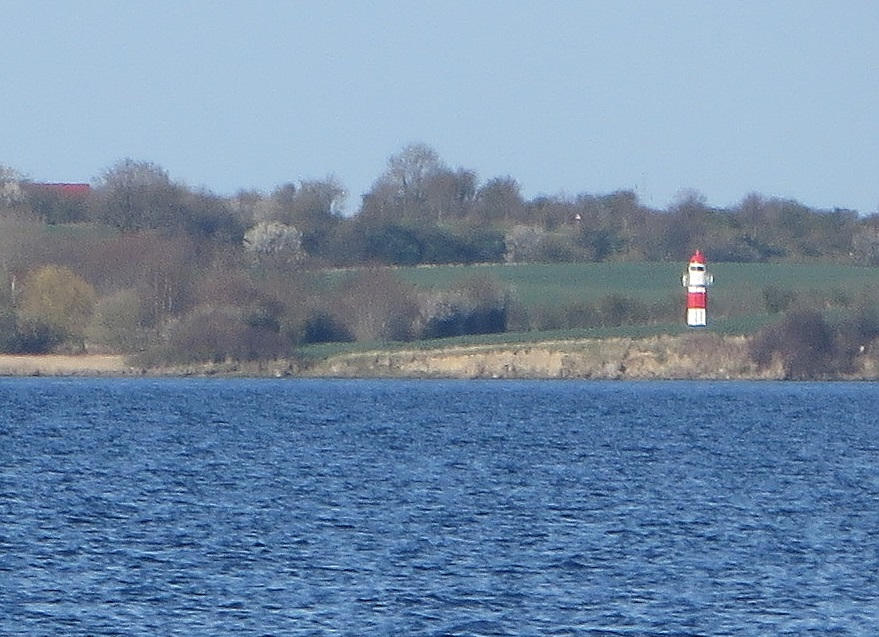
Skodsbøl Fyr von Holnis aus betrachtet
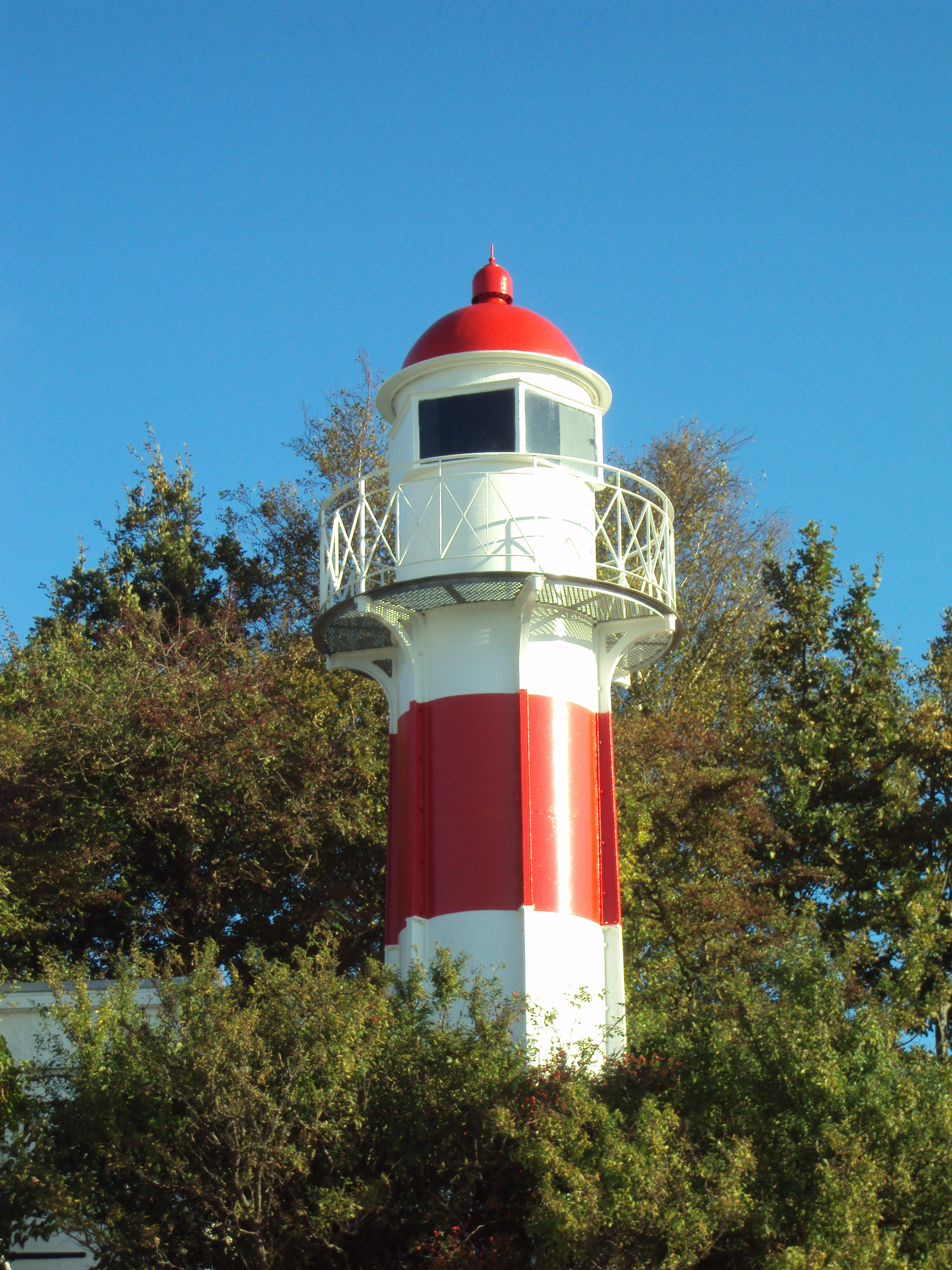
Lågemade Fyr
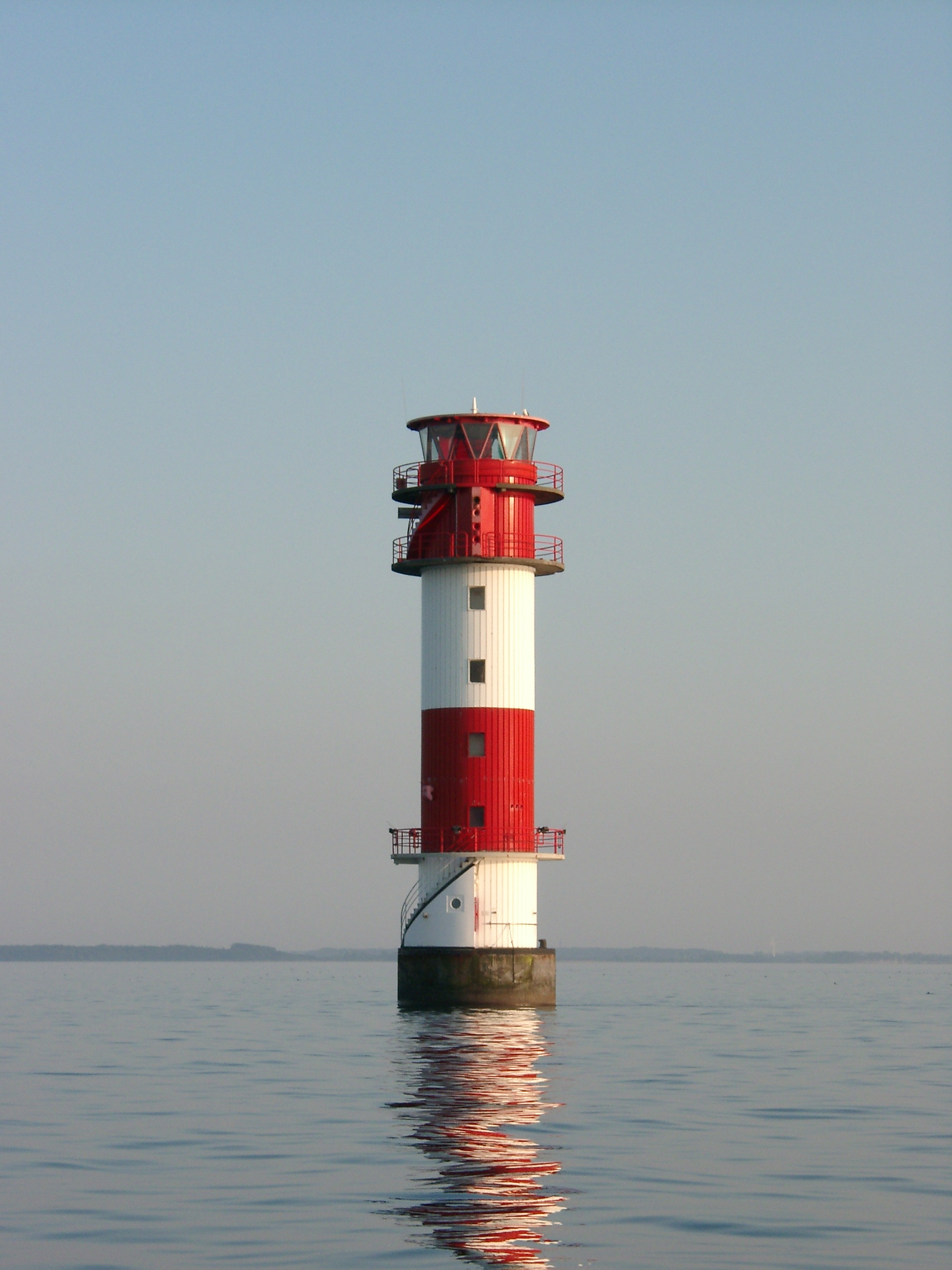
Leuchtturm Kalkgrund
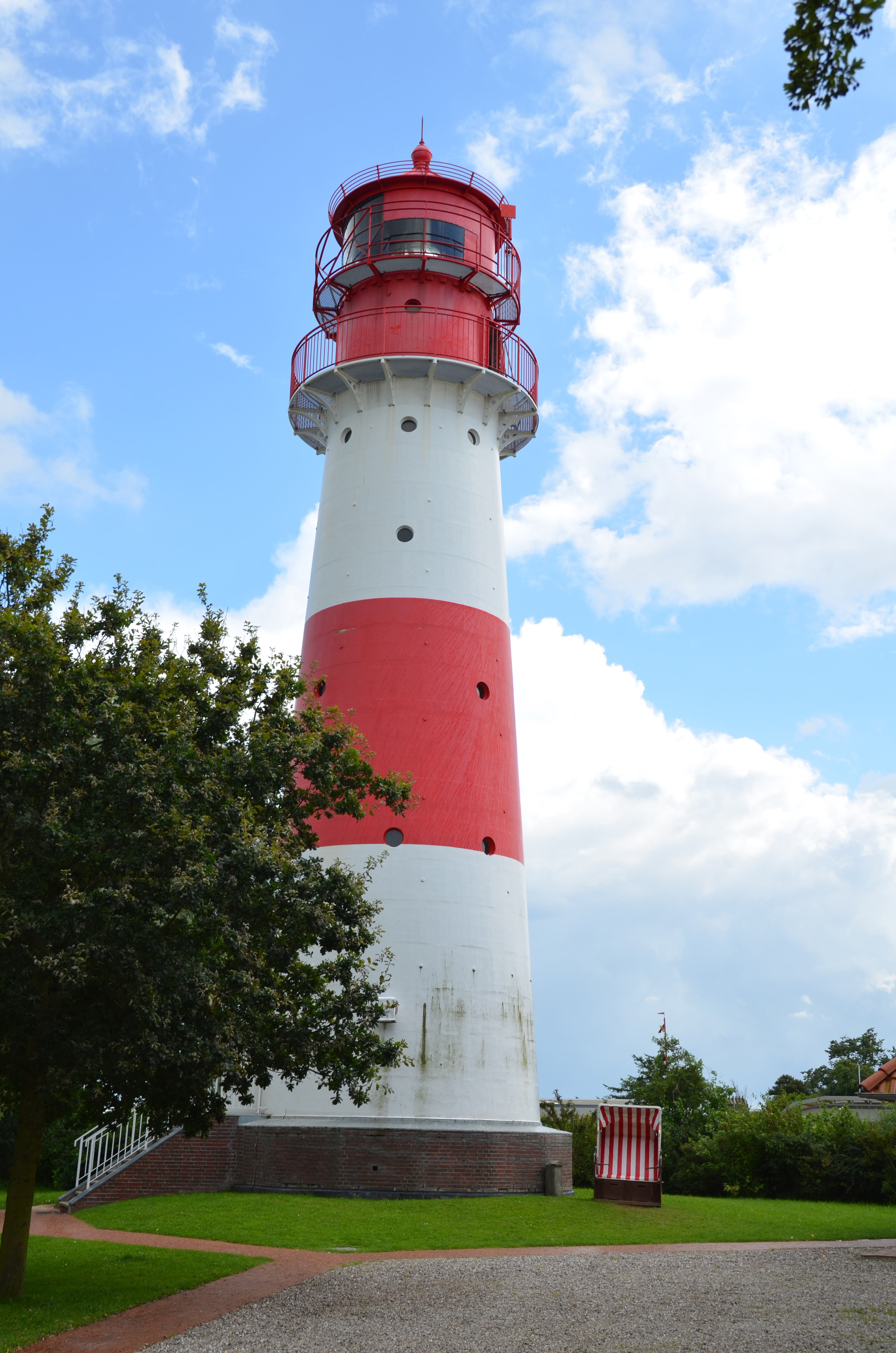
Leuchtturm Falshöft
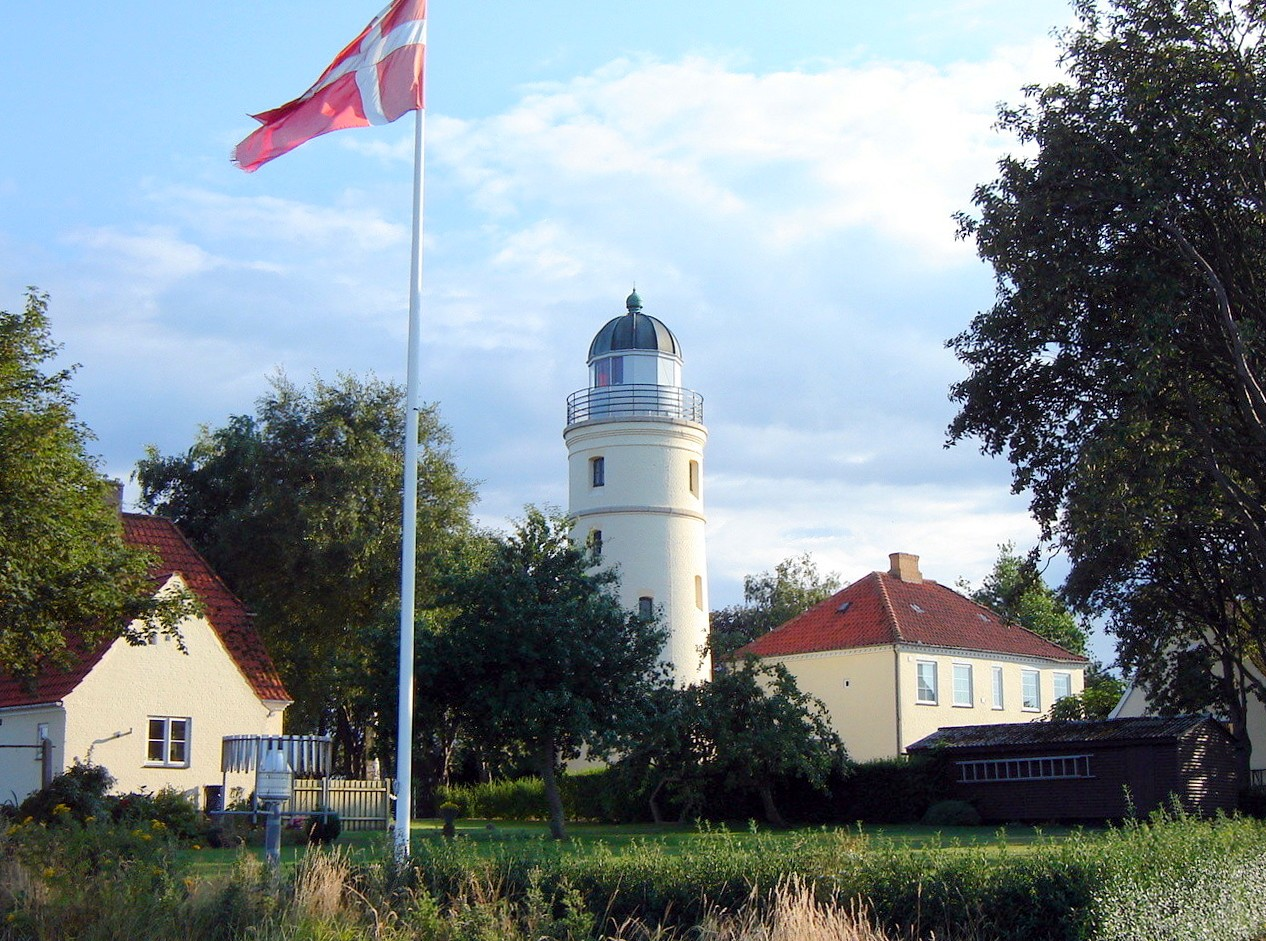
Kegnæs Fyr
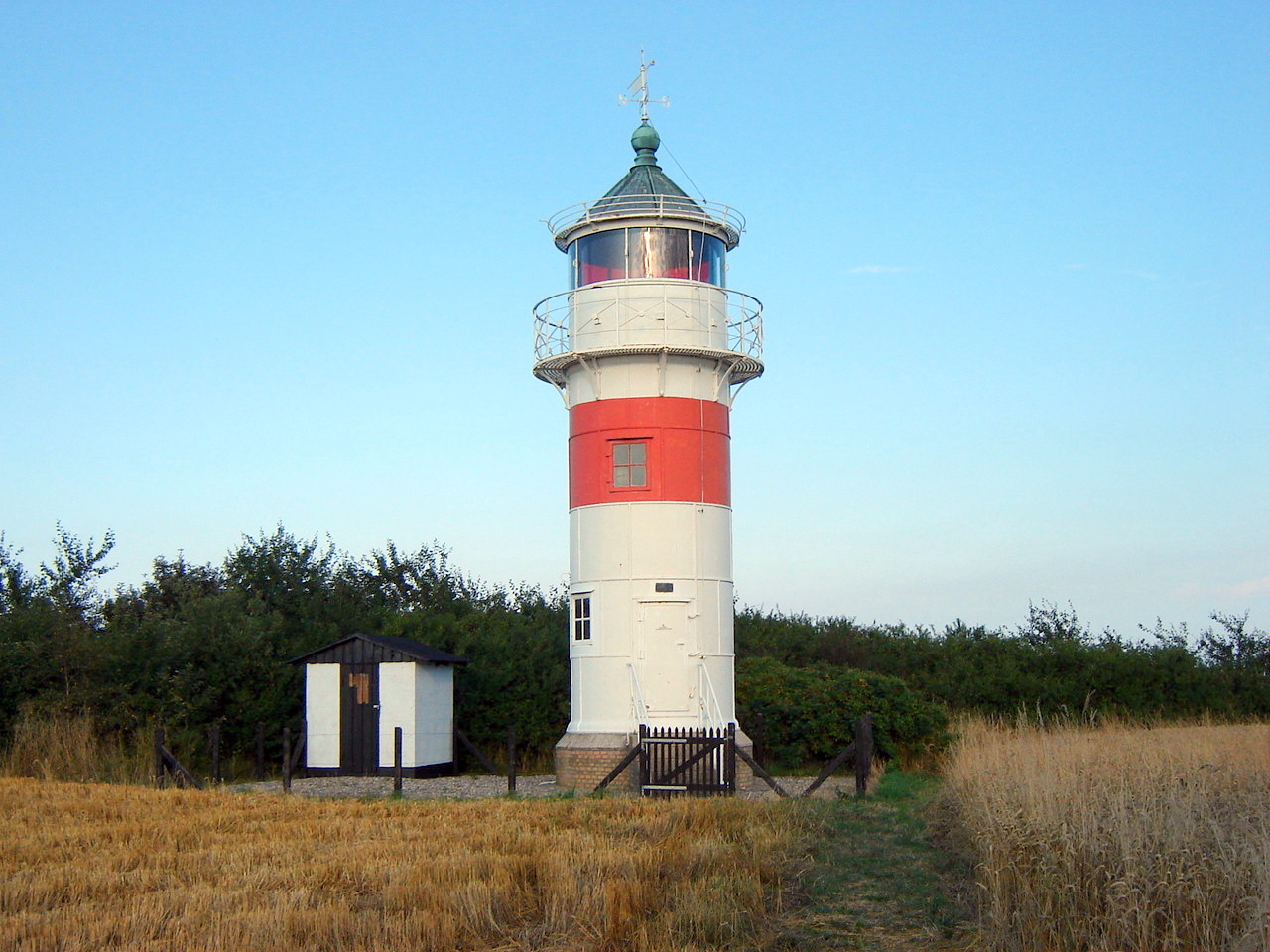
Gammel Pøl Fyr

## Wal-, Seehund- und Delfinsichtungen
In der Förde gibt es eine stabile Schweinswalpopulation. Die Wahrscheinlichkeit, im Verlauf einer Whale-Watching-Tour (beispielsweise mit der Flora II) in der Flensburger Förde Schweinswale beobachten zu können, stieg dabei nach Angaben des NABU zwischen 2015 und 2018 von 50 auf 90 Prozent.
In unregelmäßigen Abständen verirren sich auch größere Wale in die Förde. Sichtungen von Buckelwalen gab es etwa 1766, mit Ossi 1978 sowie 2003 und mit Bucki im Jahr 2008. Gleich zwei dieser großen Meeressäuger wurden im Jahr 2014 in der Förde gesichtet, und 2012 sichtete man einen Weißwal (Beluga) vor Sonwik. Am 17. März 1911 strandete ein knapp 20 Meter langer Finnwal vor Westerholz. Die zwei Wochen dauernde Tiertragödie, die als „Westerholzer Wal-Affäre“ (Georg Asmussen) für Aufsehen in ganz Deutschland sorgte, zog Tausende Schaulustige an den Strand von Westerholz bei Langballigau. Dem Flensburger Hafen stattete 2006 der junge Finnwal Henry einen Besuch ab. Vier Jahre später wurde im Juni 2010 ein 15 Meter langer Finnwal bei Flensburg gesichtet, und Mitte Juli 2015 ein Finnwal vor Kollund und den Ochseninseln.
Selten zu sehen sind in der Förde Seehunde, die Anfang des 20. Jahrhunderts kurz vor der Ausrottung standen. Zu jener Zeit konkurrierten die Raubtiere mit den Fischern und wurden daher gegen eine Fangprämie von 5 bis 10 Mark gejagt. Im Juni 2013 wurde dann bei den Ochenseninseln wieder ein Seehund dokumentiert. „Sichtlich wohl“ fühlte sich ein Seehund dann im Sommer 2015: Anfang Juli 2015 erstmals auf der Sandbank an der Holnisspitze vor dem NABU-Vogelschutzgebiet gesichtet, bereitete das später zutraulich gewordene Tier Spaziergängern, die sich Anfang September 2015 in Klevelücke (Steinbergholz) aufhielten, Vergnügen.
Am 7. Februar 2016 machten zwei Delfine Angler vor Sonwik auf sich aufmerksam. Ihre Namen Selfie und Delfie verdankten sie zu diesem Zeitpunkt bereits einer schwedischen Facebook-Gruppe, denn bereits einige Wochen zuvor tummelten sie sich erst vor Schweden und danach bei Scharbeutz und Neustadt in der Lübecker Bucht. Die beiden offenbar nach Heringen, die 2016 in der Beltsee sehr zahlreich waren, Ausschau haltenden Tiere veranlassten den Kapitän des Ausflugsbootes Möwe, Schaulustige zum Dolphin Watching einzuladen. Bei Facebook organisierten sich mehr als 1200 Flensburger in der Gruppe „Delphine in Flensburg“. Währenddessen zogen die beiden Großen Tümmler im März weiter zur Kieler Förde.

## Sehenswürdigkeiten an der Flensburger Förde
Am Nordufer bzw. in Dänemark
- Annies Kiosk in Sønderhav
- Ochseninseln

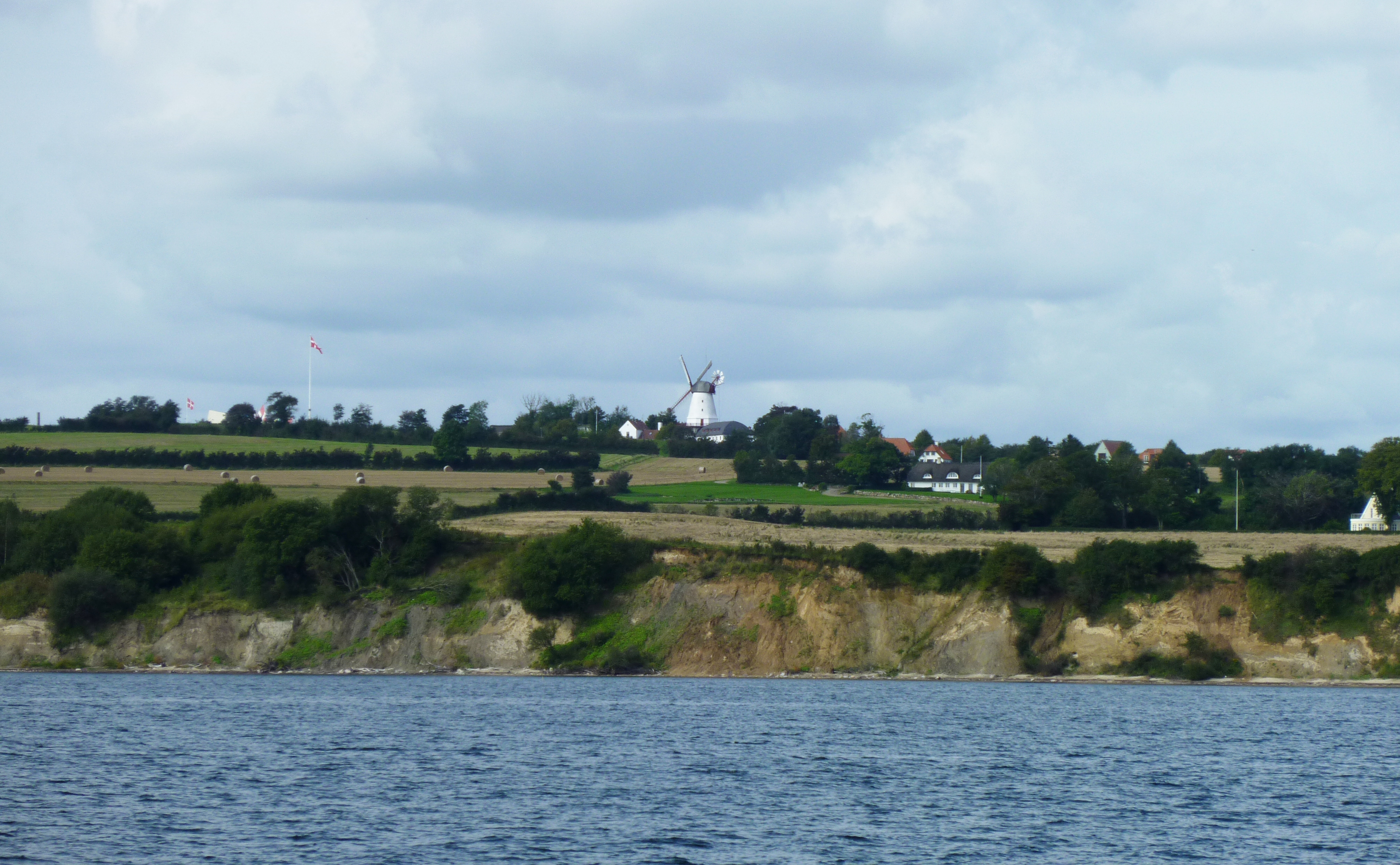
Auf einer Anhöhe die Düppeler Schanzen und die Düppeler Mühle von 1744

- Schloss Gravenstein, eine Sommerresidenz des dänischen Königshauses am Gråsten Slotssø nahe dem Fördeseitenarm Nybøl Nor
- Ziegeleimuseum Cathrinesminde südwestlich von Broager
- Kirche von Broager in Verbindung mit der Sage von den Doppeltürmen von Broager
- Düppeler Schanzen und Düppeler Mühle
- Schloss Sonderburg

Am Südufer

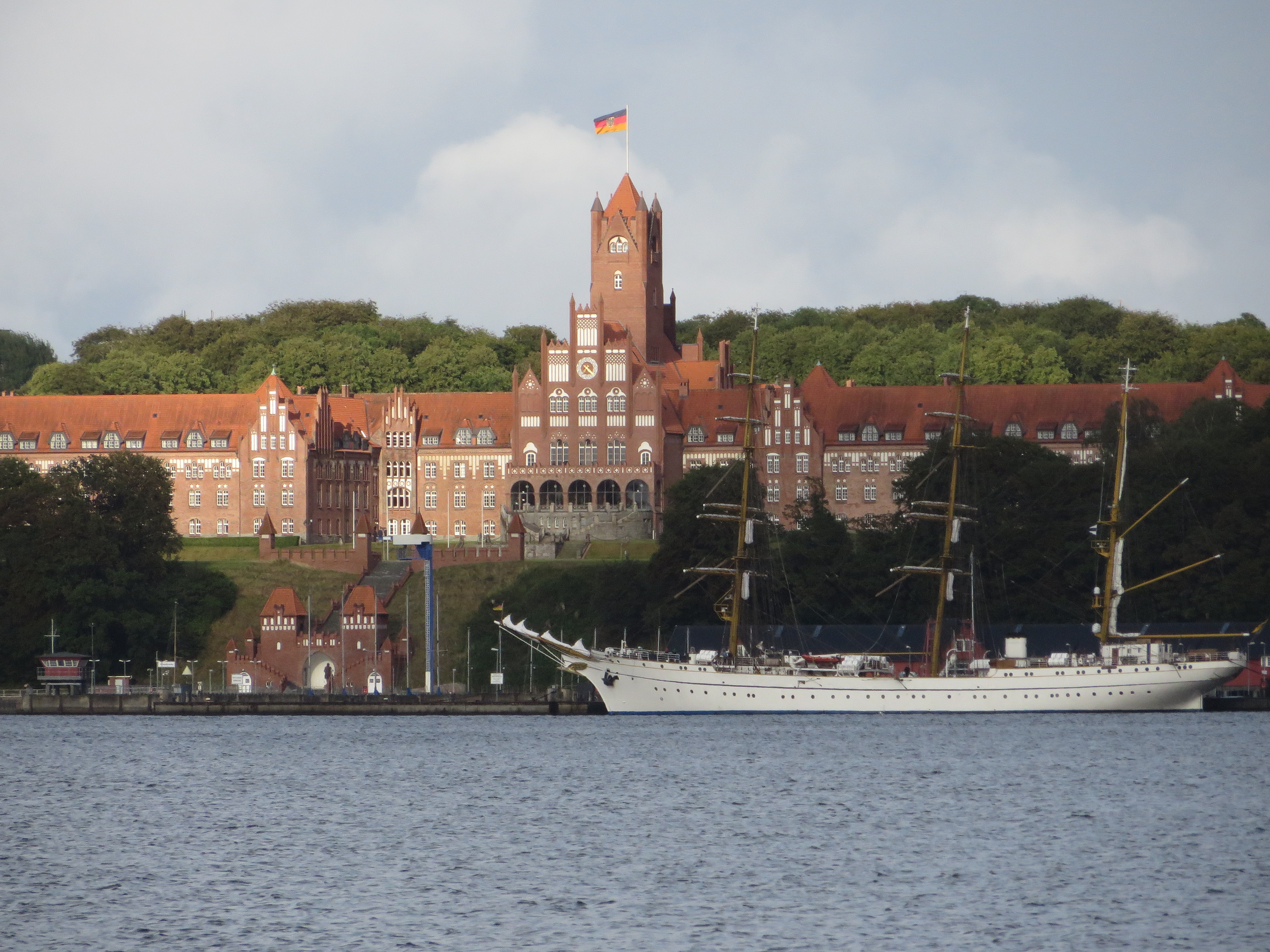
Die Marineschule Mürwik, das Rote Schloss, mit dem Segelschulschiff der Schule, die Gorch Fock im Bootshafen der Burg (Foto 2015)

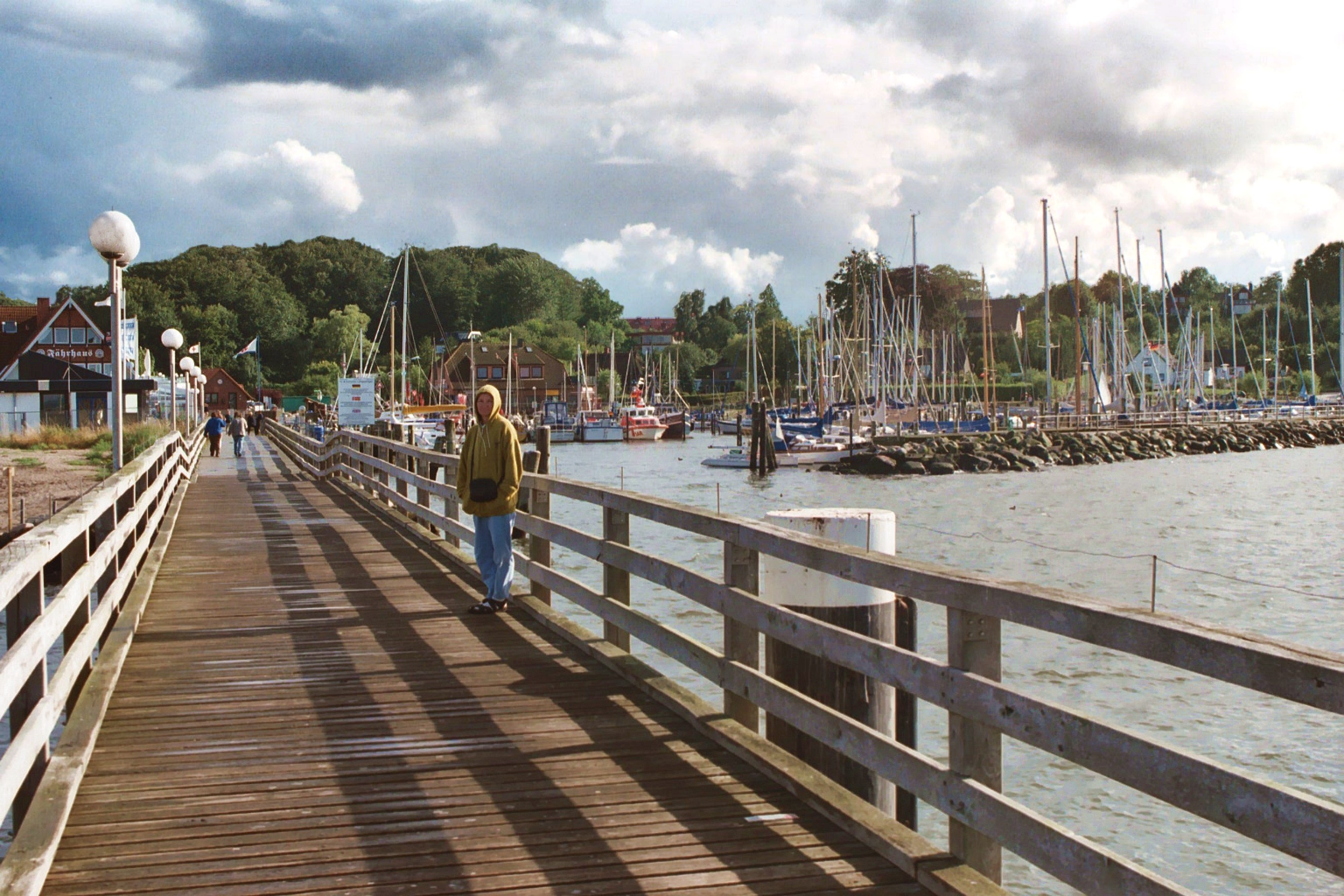
Mole in Langballigau (2003)

- Flensburger Hafen mit Schifffahrts- und Rummuseum, Museumshafen und -werft
- Sonwik, Yachthafen mit 20 Wasserhäusern und Wasserlandeplatz der Clipper Aviation
- Marineschule Mürwik (auch Rote Burg an der Förde,[29] wie auch Rotes Schloss am Meer[30] genannt) in Flensburg-Mürwik
- Solitüde, Strand mit alter Dampferbrücke und dem ehemaligen Anwesen des Baron Schack von Brockendorf zu Petersholm und Thomasgaard
- Weithin sichtbarer Uhrenturm des Flottenkommandos bei Winzigerhuk in Meierwik
- Quellental mit Yachthafen bei Glücksburg
- Wasserschloss Glücksburg (im Schlossteich)
- Holnis, eine sechs Kilometer lange Halbinsel mit Leuchtturm Holnis, Steilküsten, Salzwiesen und Stränden
- Langballigau mit Fischerei- und Yachthafen sowie Strand
- Habernis, eine kleine Halbinsel am südlichen Eingang der Flensburger Außenförde
- Geltinger Birk, ein Naturschutzgebiet

## Galerie
Südufer

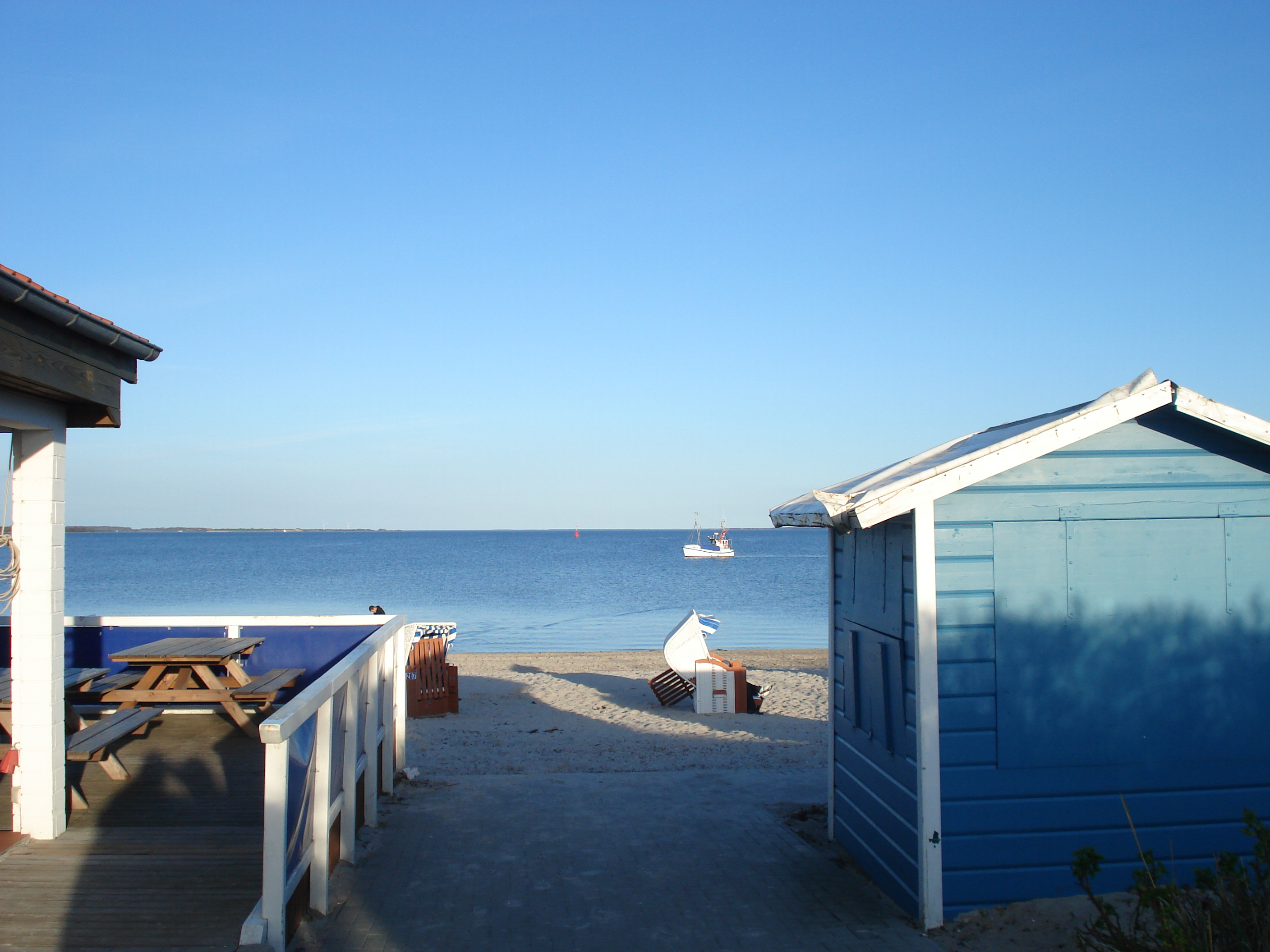
Der Strand von Holnis-Drei mit Blick auf die Außenförde und die offene Ostsee
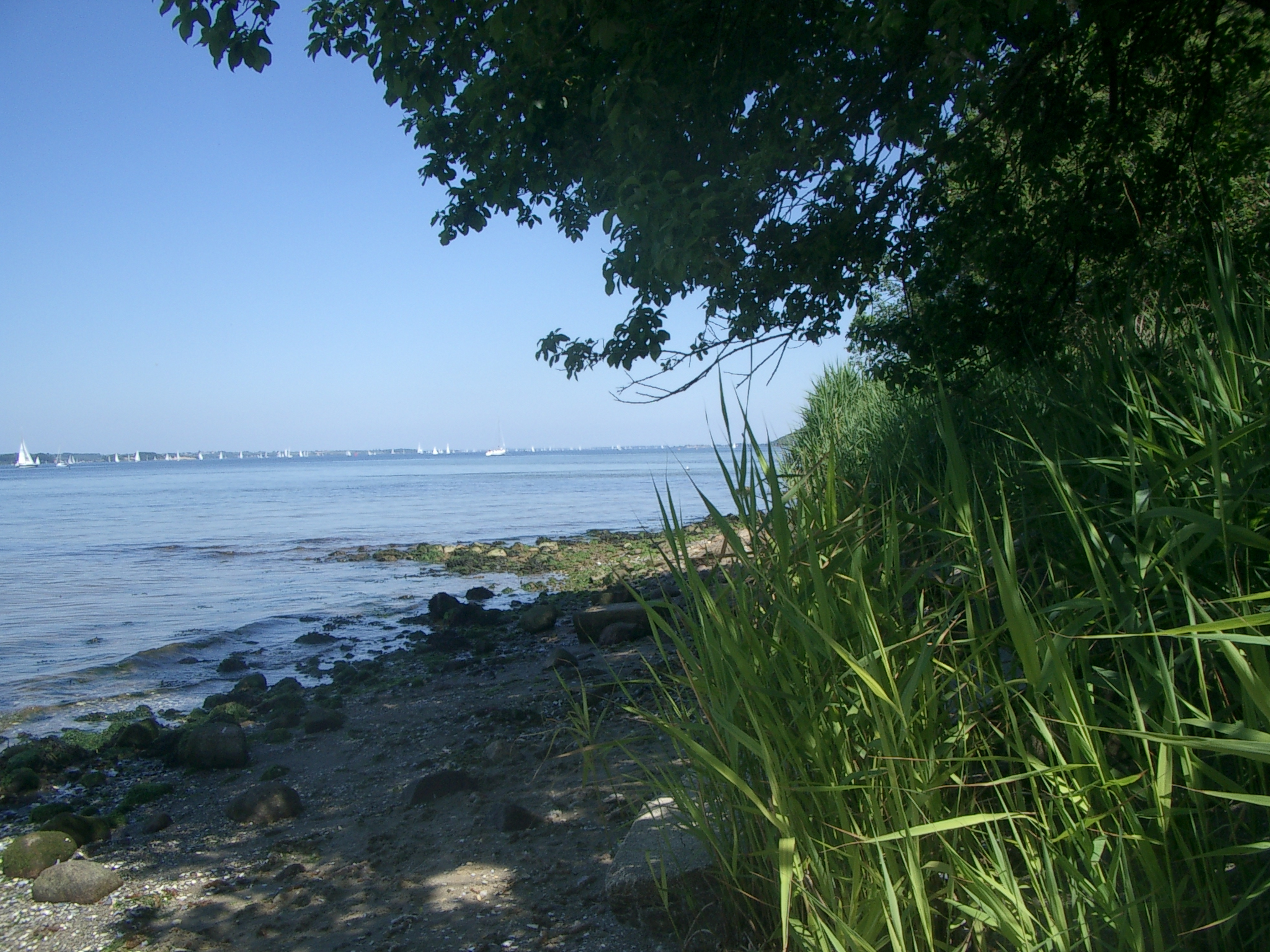
Naturbelassener Strand an der Flensburger Förde
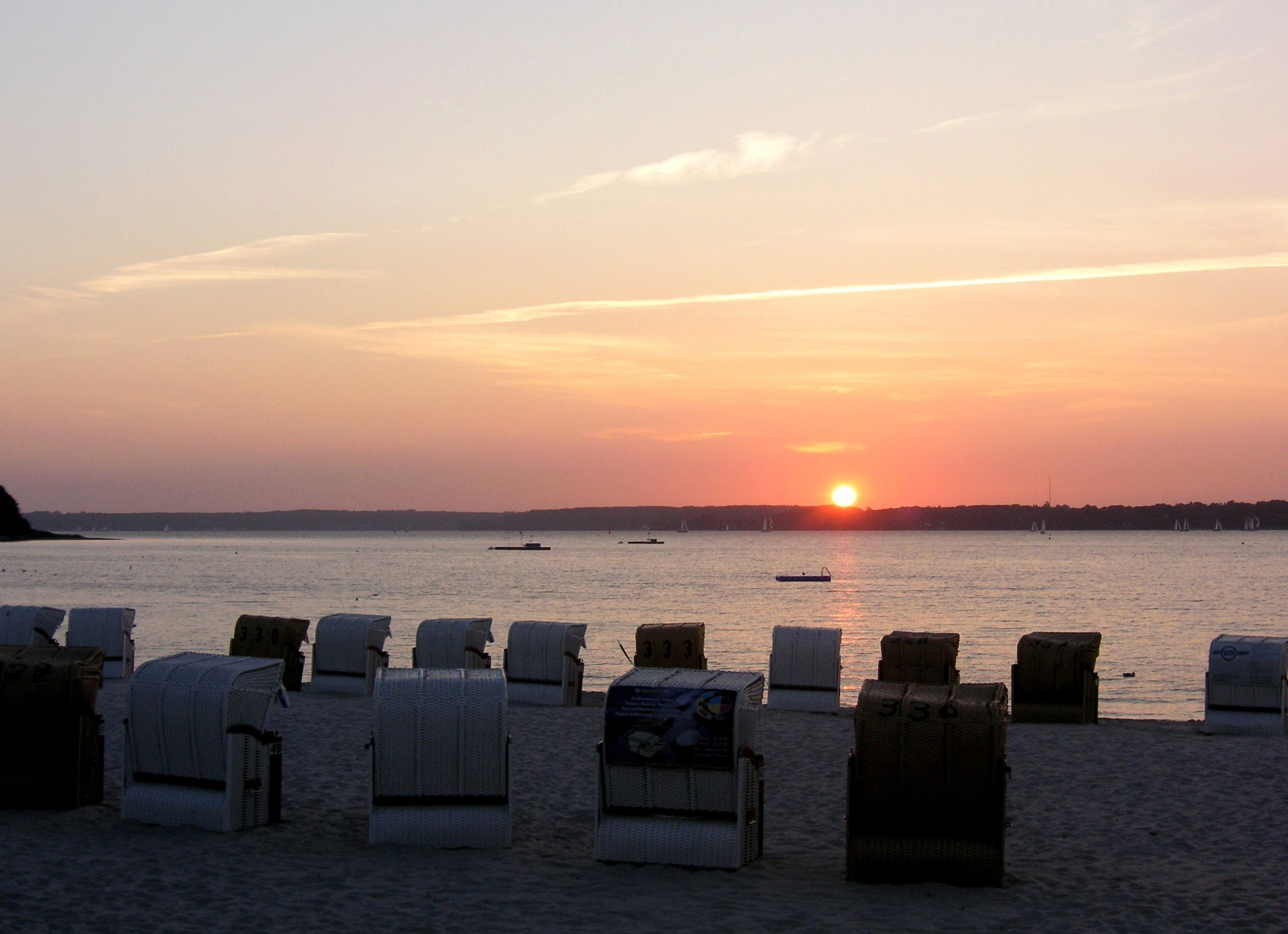
Blick auf die Flensburger Förde von Glücksburg
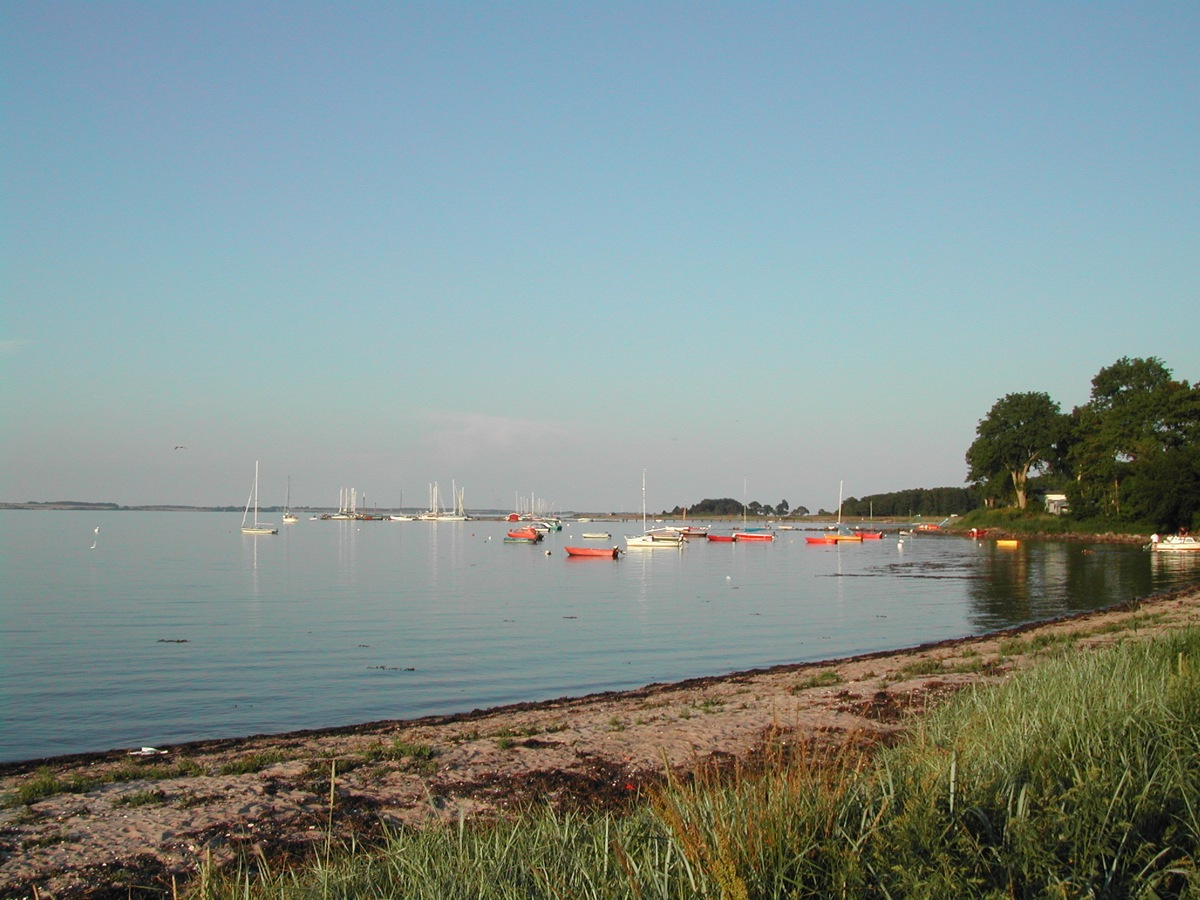
Küste bei Bockholmwik in der Gemeinde Munkbrarup
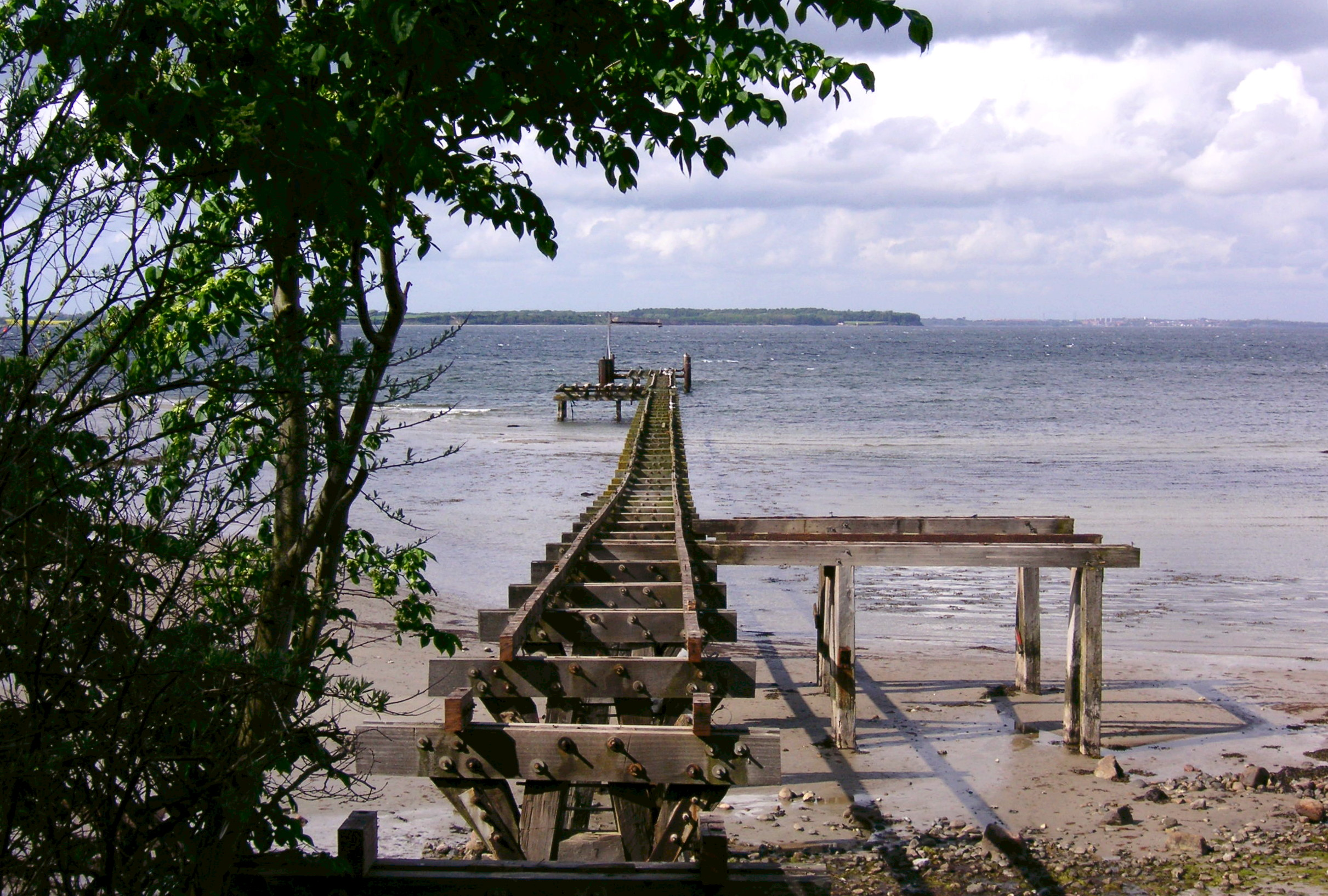
Die Flensburger Außenförde bei Dollerup

Nordufer

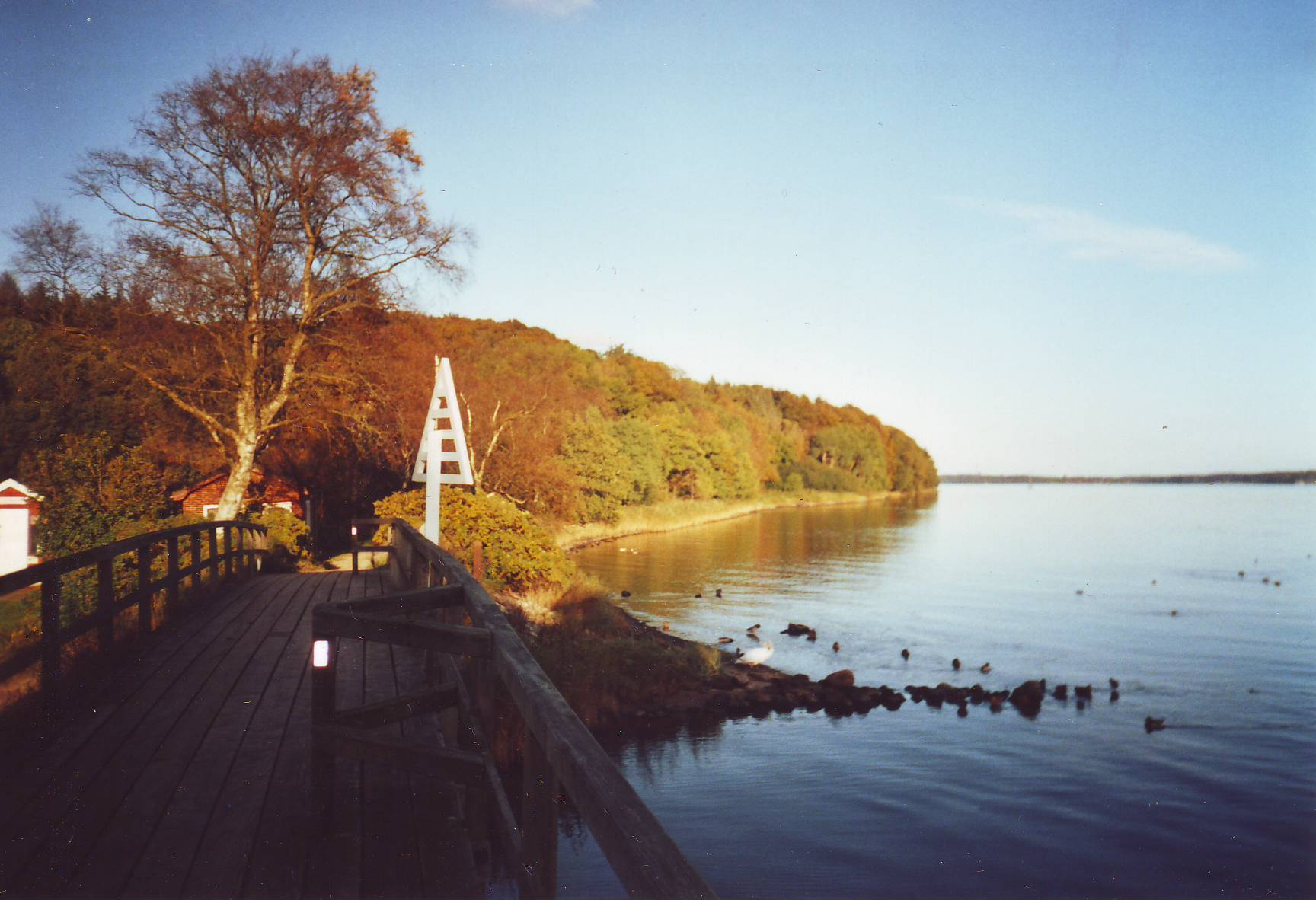
Deutsch-Dänischer Grenzübergang Schusterkate (Skomagerhus) in Wassersleben
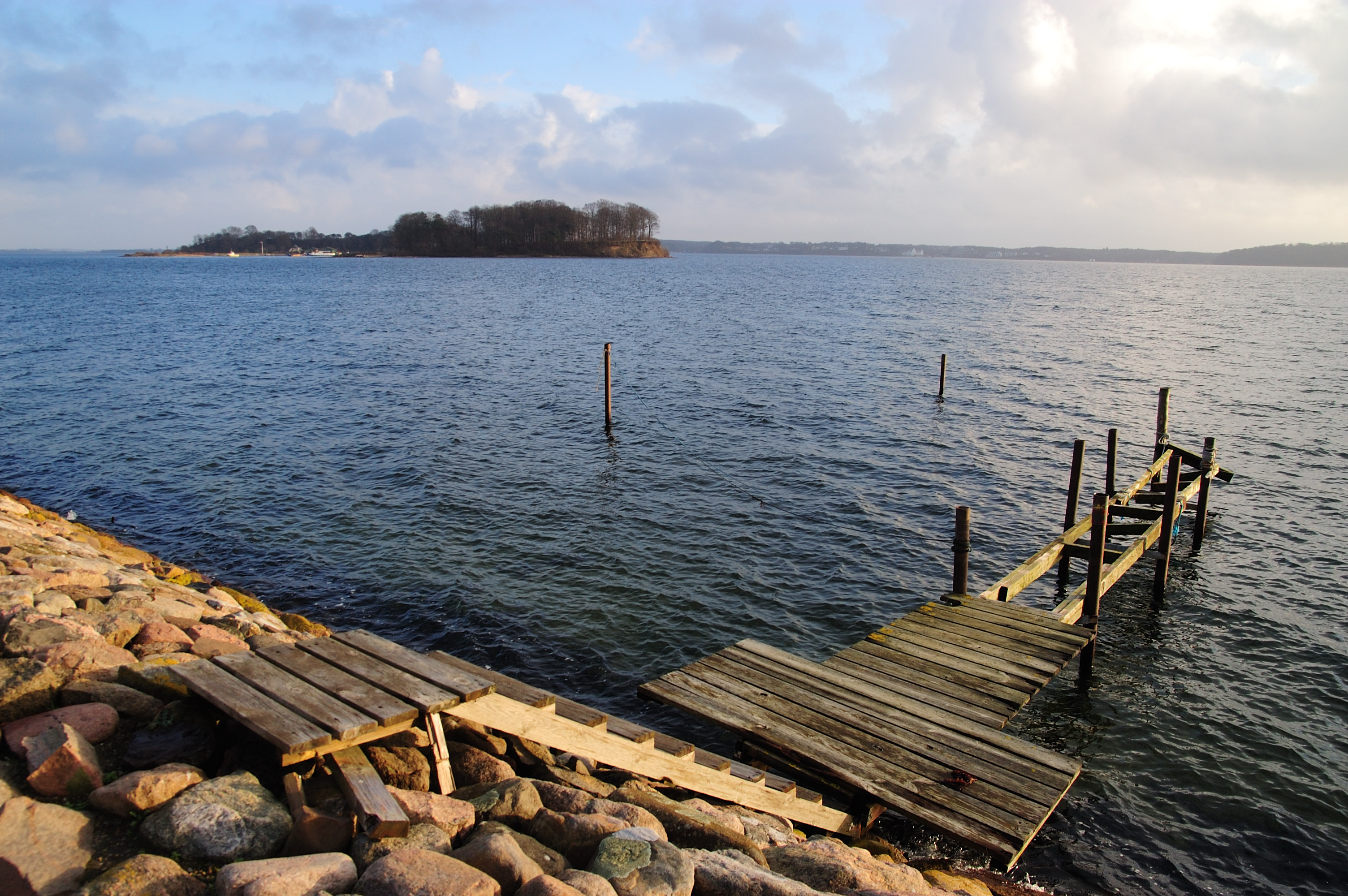
Blick auf die Ochseninseln bei Annies Kiosk in Sønderhav
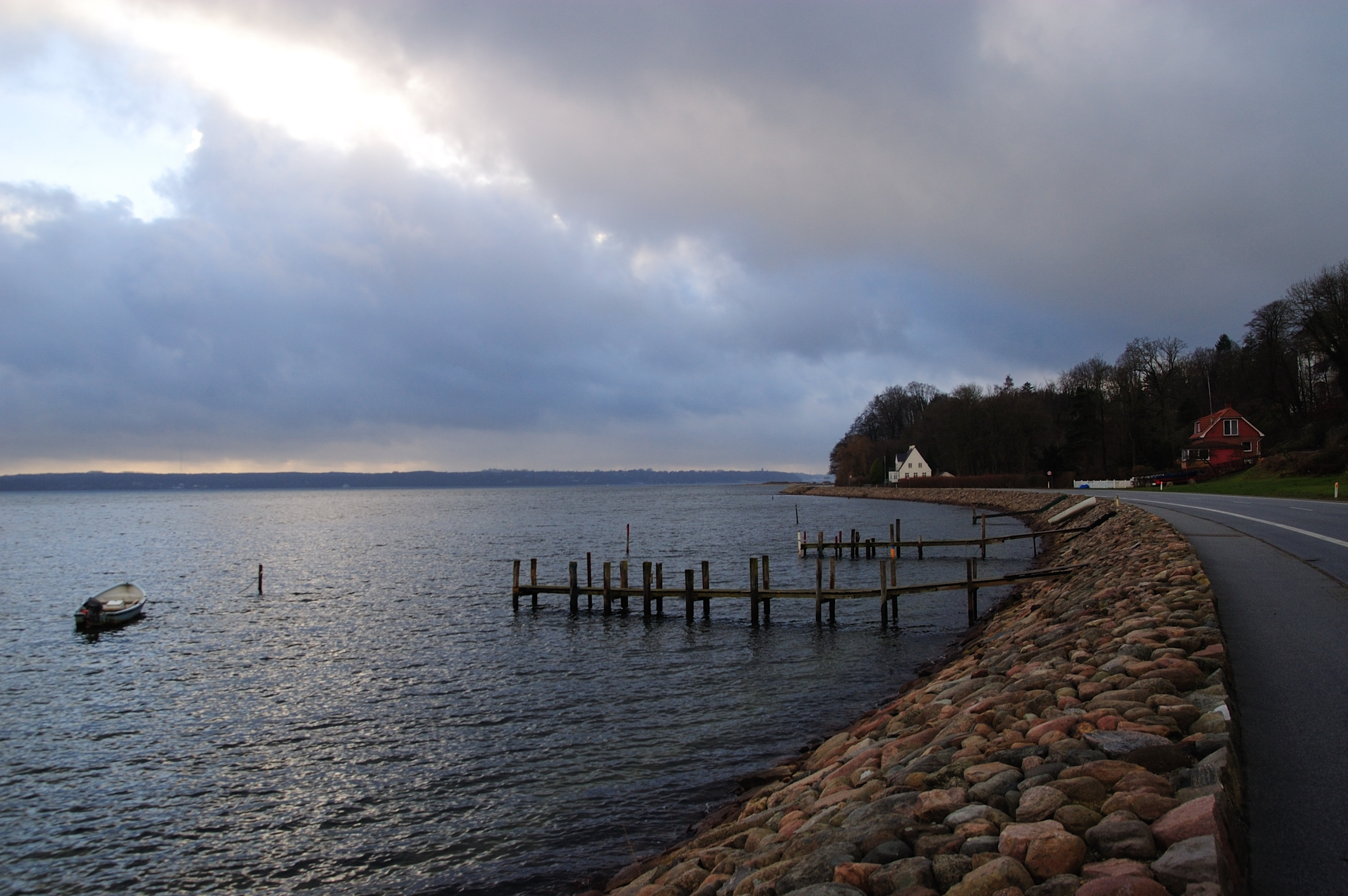
Flensburger Förde und Uferpromenade in Sønderhav
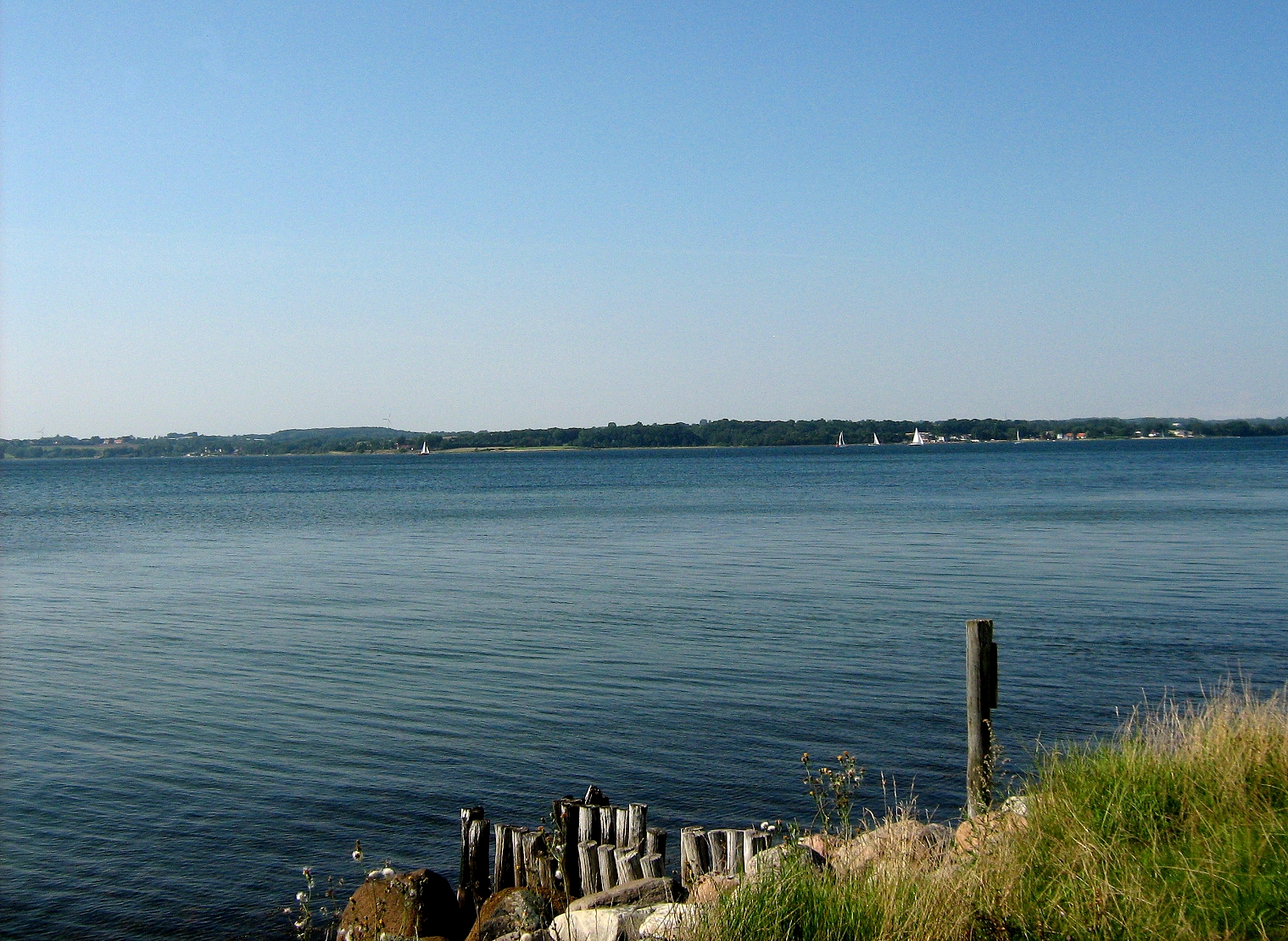
Blick von Schausende von der Halbinsel Holnis auf die dänische Küste
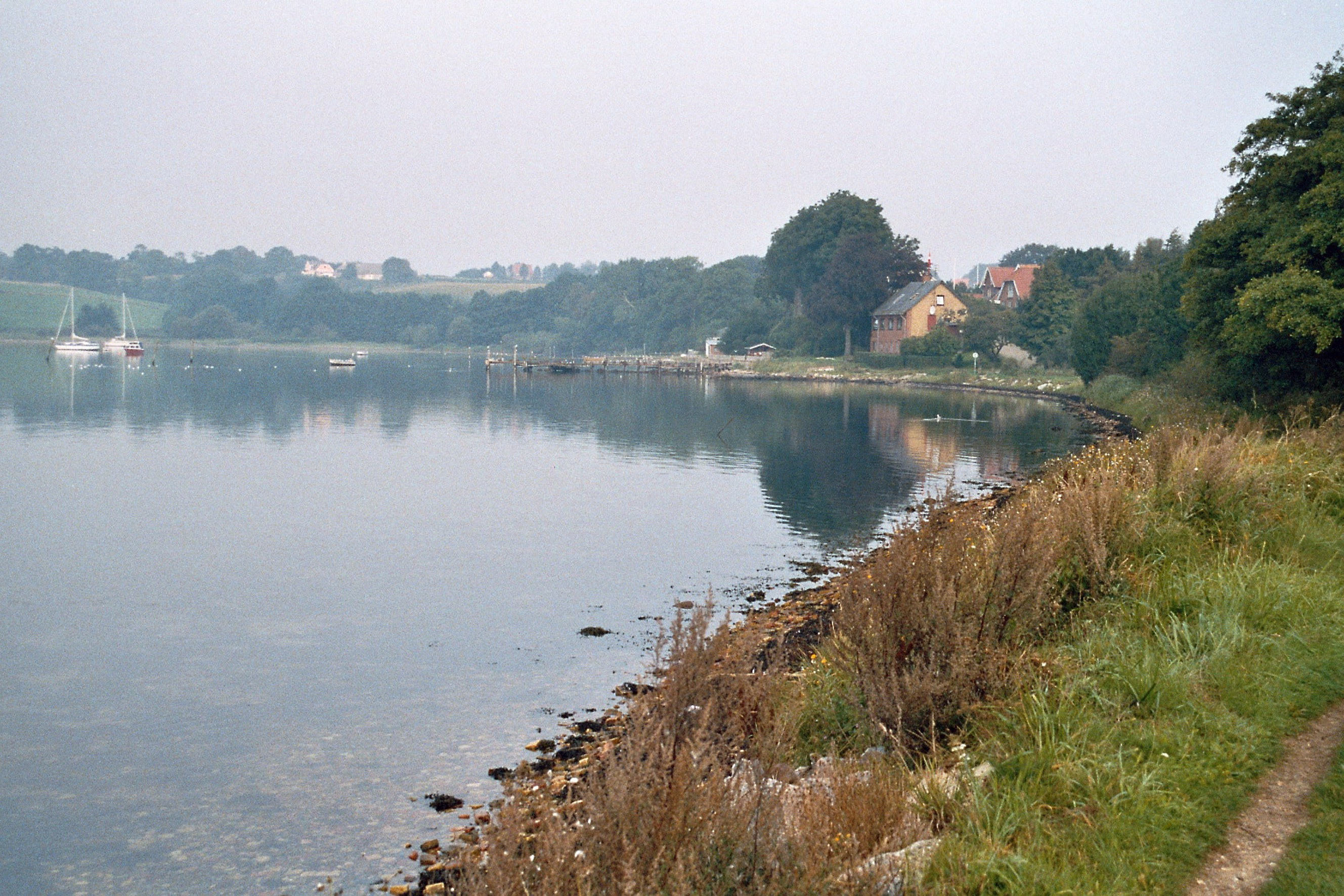
Fischersiedlung Stranderott/Stranderød (Rinkenæs Sogn)
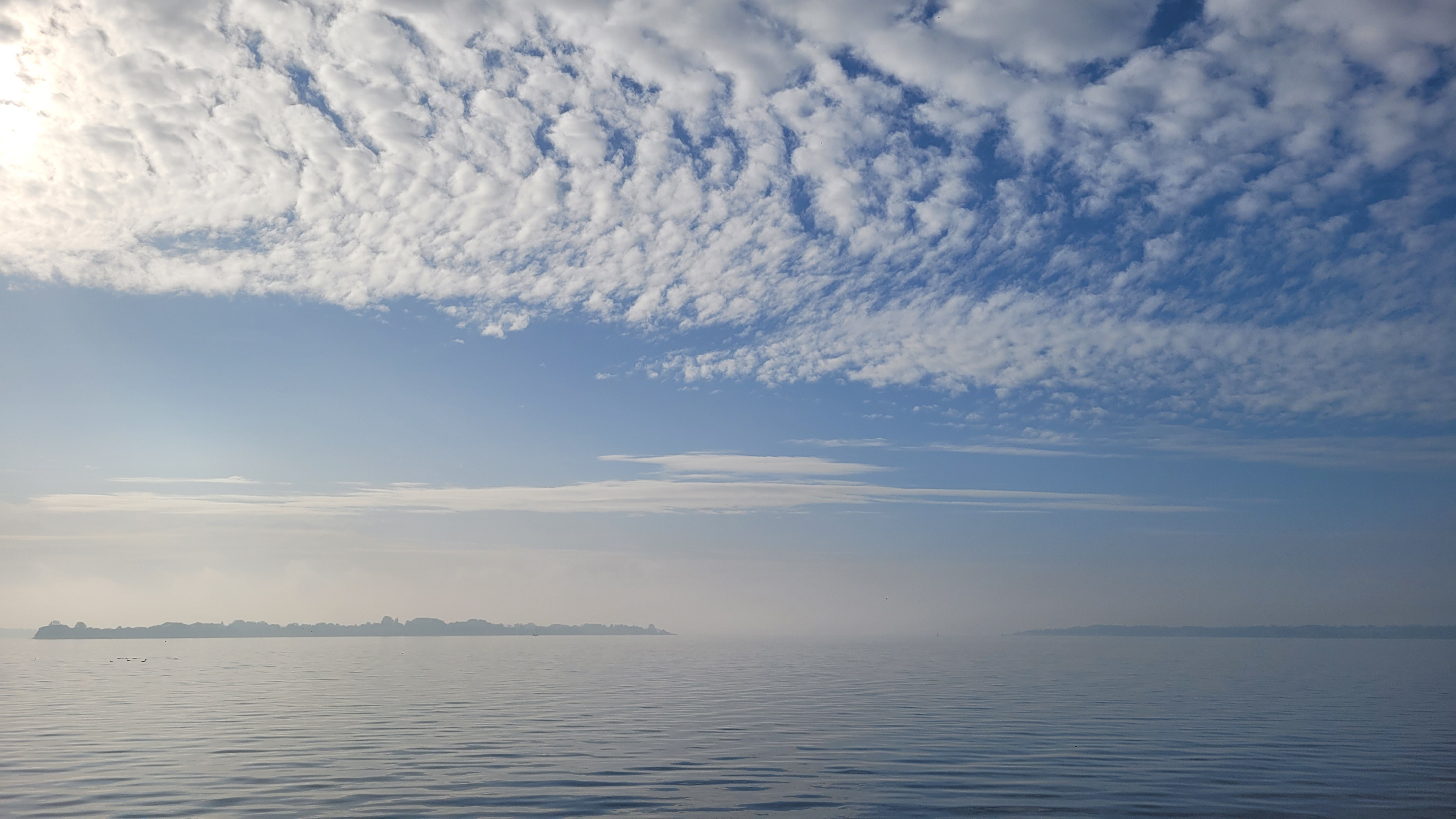
Die Flensburger Förde von Rendbjerg aus, links zu sehen ist die Nordspitze von Holnis, rechts befindet sich Sundeved.

## Film
- MareTV: Die Flensburger Förde – Deutsch-danische Meeresbucht. NDR-Fernsehen, 17. März 2022 (45 Min.)